# المسيحية في الفلبين

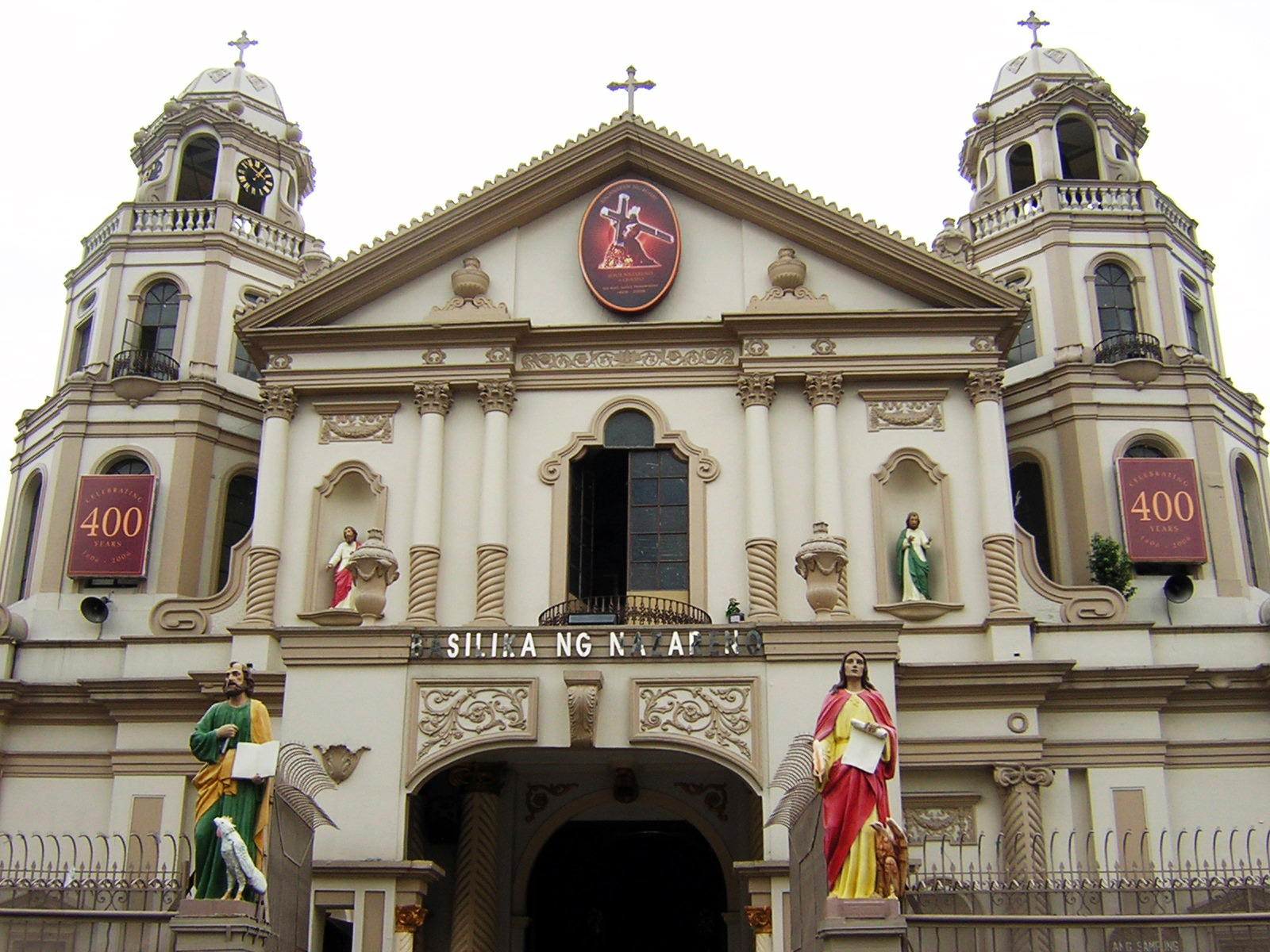
بازيليكا الناصري الأسود في مدينة مانيلا.

المسيحية في الفلبين هي الديانة السائدة، إذ أنّ وفقاً لتعداد السكان عام 2000 أكثر من 93% من السكان هم مسيحيين: حوالي 80% ينتمون إلى الكنيسة الرومانية الكاثوليكية في حين أن 10% ينتمون إلى الطوائف المسيحية الأخرى، مثل الكنيسة المستقلة الفلبينيّة، وكنيسة ني كريستو، وكنيسة يسوع المسيح لقديسي الأيام الأخيرة، والكنيسة السبتية، وكنيسة المسيح المتحدة، وشهود يهوه، والكنيسة الأرثوذكسية. الفلبين هي واحدة من دولتين في آسيا حيث تغلب عليهما مذهب الكنيسة الرومانية الكاثوليكية، الأخرى هي تيمور الشرقية. وتضم الفلبين على خامس أضخم تجّمع مسيحي في العالم وعلى ثالث أضخم تجمع كاثوليكي في العالم بعد البرازيل والمكسيك.
وصلت المسيحية إلى الفلبين مع هبوط فرديناند ماجلان في عام 1521، وفي عام 1543 قام المستكشف الإسباني روي لوبيز دي فيلالوبوس بتسمية الأرخبيل لاس إيسلاس فلبيناس على شرف فيليب الثاني ملك إسبانيا. أدّى النشاط التبشيري خلال الحكم الاستعماري للبلاد من قبل الإمبراطورية الإسبانية والولايات المتحدة إلى تحويل الفلبين إلى جانب تيمور الشرقية، واحدة من دولتين ذات أغلبية كاثوليكية في شرق آسيا. للكنيسة الكاثوليكية تأثير كبير على المجتمع الفلبيني والسياسة المحليَّة، والعديد من العطلات الكاثوليكية ذات أهمية ثقافية وتعد مناسبات عائلية هامة. وتتمتع البلاد بتقاليد كاثوليكية هسبانيَّة كبيرة، والكاثوليكية على الطراز الإسباني متأصلة في الثقافة المحلية، ومعظم المسيحيين الفلبينيين من المتدينين، وتُحظى الفلبين بمعدل مرتفع من حيث حضور القداس والتدين.

## تاريخ

### الحقبة الإستعمارية

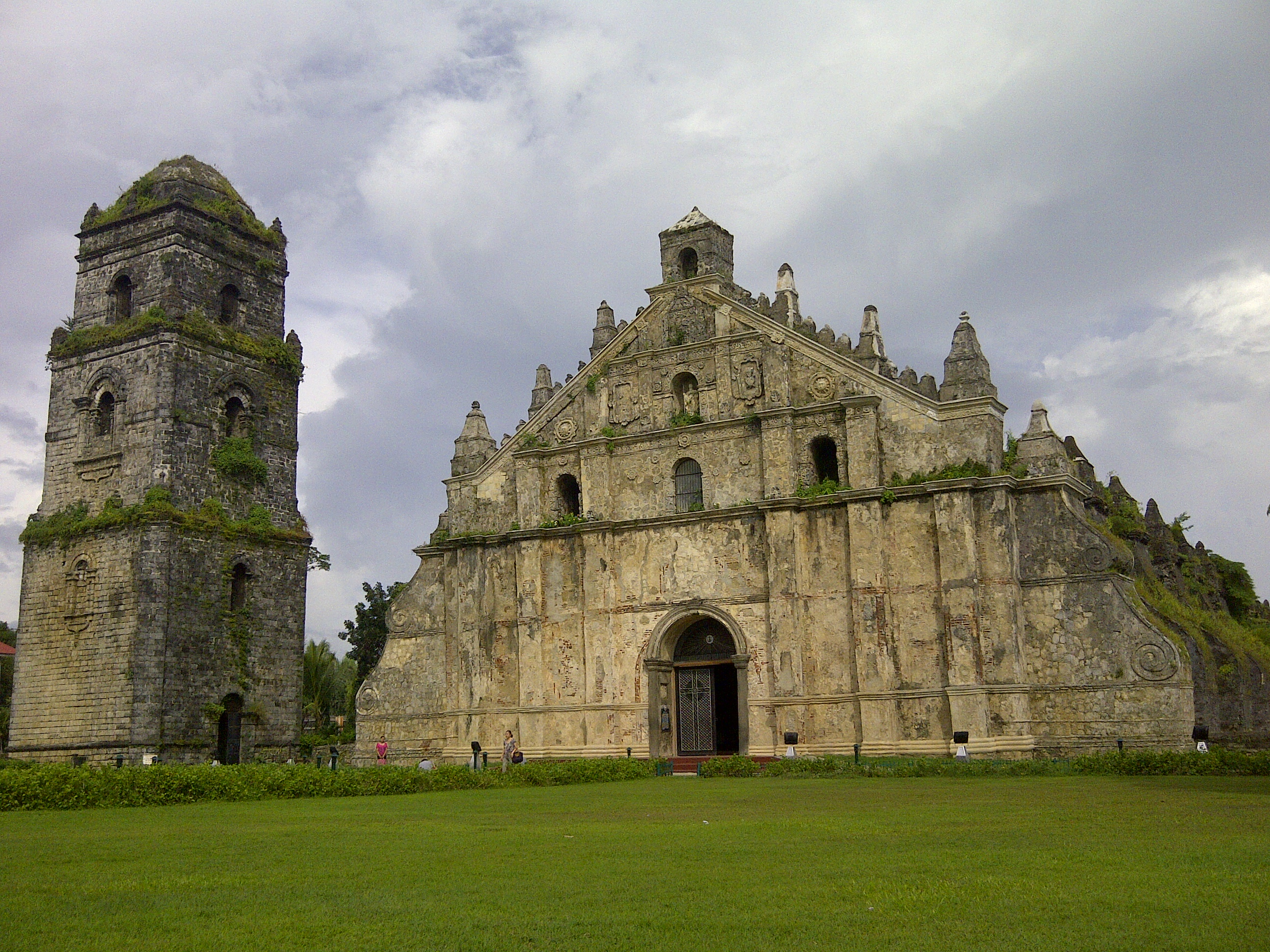
كنيسة باوي، بُنيت عام 1686.

في عام 1521 وصل المستكشف البرتغالي فرديناند ماجلان إلى الفلبين وطالب بالجزر للتاج الإسباني، لكنه قتل في معركة ماكتان على يد قبيلة السلطان المسلم لابو لابو في جزيرة ماكتان. بدأ الإستعمار عندما وصل المستكشف الأسباني ميغيل لوبيز دي ليجازبي من المكسيك في عام 1565 وأنشأ أولى المستوطنات الأوروبية في سيبو. في حين يدعي العديد من المؤرخين أن القداس الأول في الجزر تم عقده في عيد القيامة في يوم الأحد من عام 1521 في جزيرة صغيرة بالقرب من مقاطعة بوكيدنون الحالية، فإن الموقع الدقيق محل نزاع. في عام 1571 بعد التعامل مع الأسر الحاكمة المحلية في أعقاب مؤامرة توندو وهزيمة القرصان الصيني ليماهونغ، جعل الإسبان من مانيلا عاصمة الهند الشرقية الأسبانية. ثم انتشرت المسيحية على نطاق واسع في البلاد بين المسلمين وأتباع الديانات المحلية، وساهم الحكم الإسباني بشكل كبير في جلب الوحدة السياسية إلى الأرخبيل. تمكن المبشرون الإسبان من نشر المسيحية في لوزون وفيساياس، ودخل السكان المحليين من أتباع الأديان التفليدية والإسلام إلى الديانة المسيحيَّة. من عام 1565 حتى عام 1821، كانت تدار الفلبين باعتبارها أراضي تابعة للتاج الإسباني ومن ثم أصبحت تدار مباشرة من مدريد بعد حرب الاستقلال المكسيكية. كما قام المبشرون من الرومان الكاثوليك بتحويل معظم سكان الأراضي المنخفضة إلى المسيحية، وأسست المدارس، والجامعات، والمستشفيات. تأججت المشاعر الثورية في عام 1872 بعد اتهام ثلاثة كهنة هم ماريانو غوميز، وخوسيه بورغوس، وجاسينتو زامورا (يعرفون باسم غومبورزا)، بالتحريض على الفتنة من قبل السلطات وإعدامهم.غذا هذا الأمر أجندات في إسبانيا لإجراء إصلاحات سياسية في الفلبين نظمها مارسيلو ديل بيلار، خوسيه ريزال، وماريانو بونس. أعدم ريزال في نهاية المطاف في 30 ديسمبر عام 1896، بتهمة التمرد.

### الحقبة الأمريكية

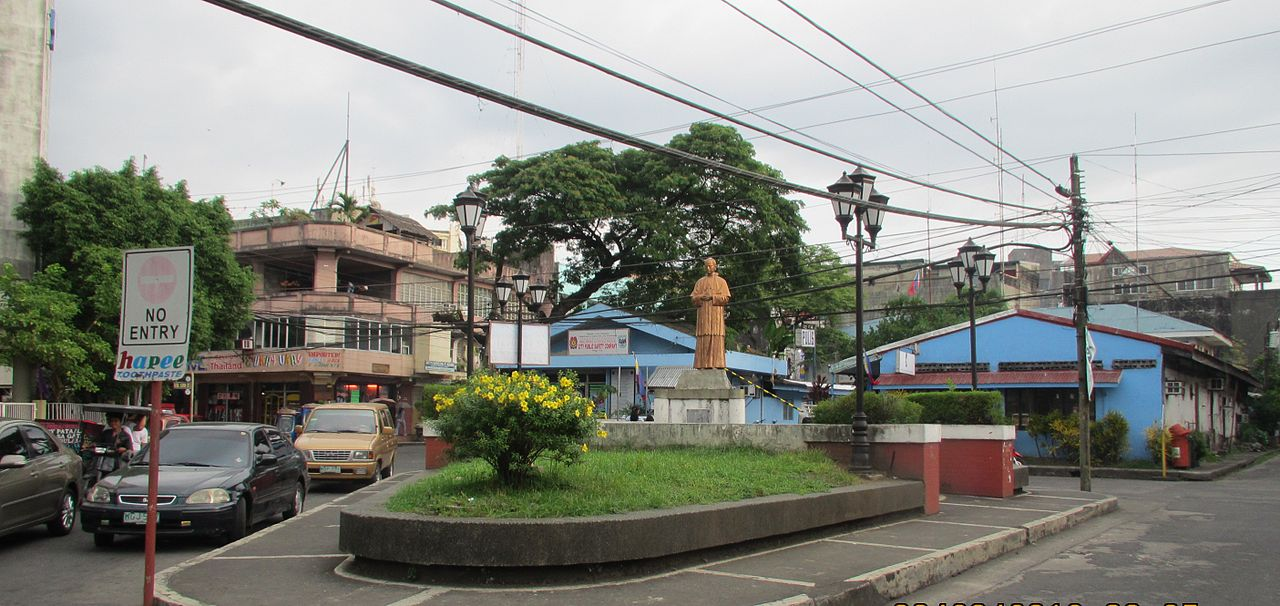
تمثال لخورخي بارلين أول أسقف فلبيني كاثوليكي.

في عام 1898 بدأت الحرب الأمريكية الإسبانية في كوبا، ووصل تأثيرها إلى الفلبين. أعلن أغوينالدو استقلال الفلبين عن إسبانيا في كافيت في 12 يونيو 1898. وتأسست الجمهورية الفلبينية الأولى في العام التالي. في الوقت نفسه، تنازلت إسبانيا عن الجزر إلى الولايات المتحدة مقابل مبلغ 20 مليون دولار في معاهدة باريس لعام 1898. برز بوضوح ان الولايات المتحدة لن تعترف بالجمهورية الفلبينية الأولى، مما أشعل نار الحرب الفلبينية الأمريكية. والتي انتهت بالسيطرة الأمريكية على الجزر. خلال سيادة الولايات المتحدة على الفلبين، نفذَّت الحكومة الأمريكية قوانين تفصل الكنيسة عن الدولة، وتم التقليل من السلطة السياسيَّة الهامة التي مارستها الكنيسة مما أدَّى إلى السماح لتأسيس وحضور أديان وطوائف جديدة داخل البلاد، ولا سيما الكنيسة البروتستانتية. في هذه الحقبة خلال في العقد الأول من عام 1900، تم تعيين خورخي بارلين كأول أسقف فلبيني للكنيسة الرومانية الكاثوليكية، والذي كان أسقف أبرشية نويفا كاسيريس. أدّى الإستعمار الأمريكي للبلاد، إلى أعادة فكرة الفقه الأمريكي في الفصل بين الكنيسة والدولة بالاعتماد على التعديل الأول واستعارة توماس جفرسون. لكن التجربة الفلبينية أظهرت أن هذا الجدار الفاصل النظري قد تم التعدي عليه عدة مرات من قبل السلطات العلمانية. ويذكر شوماخر أنه في عام 1906، تدخلت المحكمة العليا الفلبينية في قضية ملكية الأبرشية عن طريق إعادة الممتلكات التي استولت عليها الكنيسة الفلبينية المستقلة، في حين تم إعادة أو الحجر على بعض المنظمات الخيريَّة التي كانت تديرها الكنيسة الرومانية الكاثوليكية. نص دستور الفلبين لعام 1935 على محاكاة التعديل الأول لدستور الولايات المتحدة الأمريكية. في عام 1935 مُنحت الفلبين وضعية الكومنويلث. كما تعطلت خطط الاستقلال على مدى العقد التالي بسبب الحرب العالمية الثانية عندما غزتها الامبراطورية اليابانية وشكلت حكومة عميلة.

### الاستقلال والعصور الحديثة

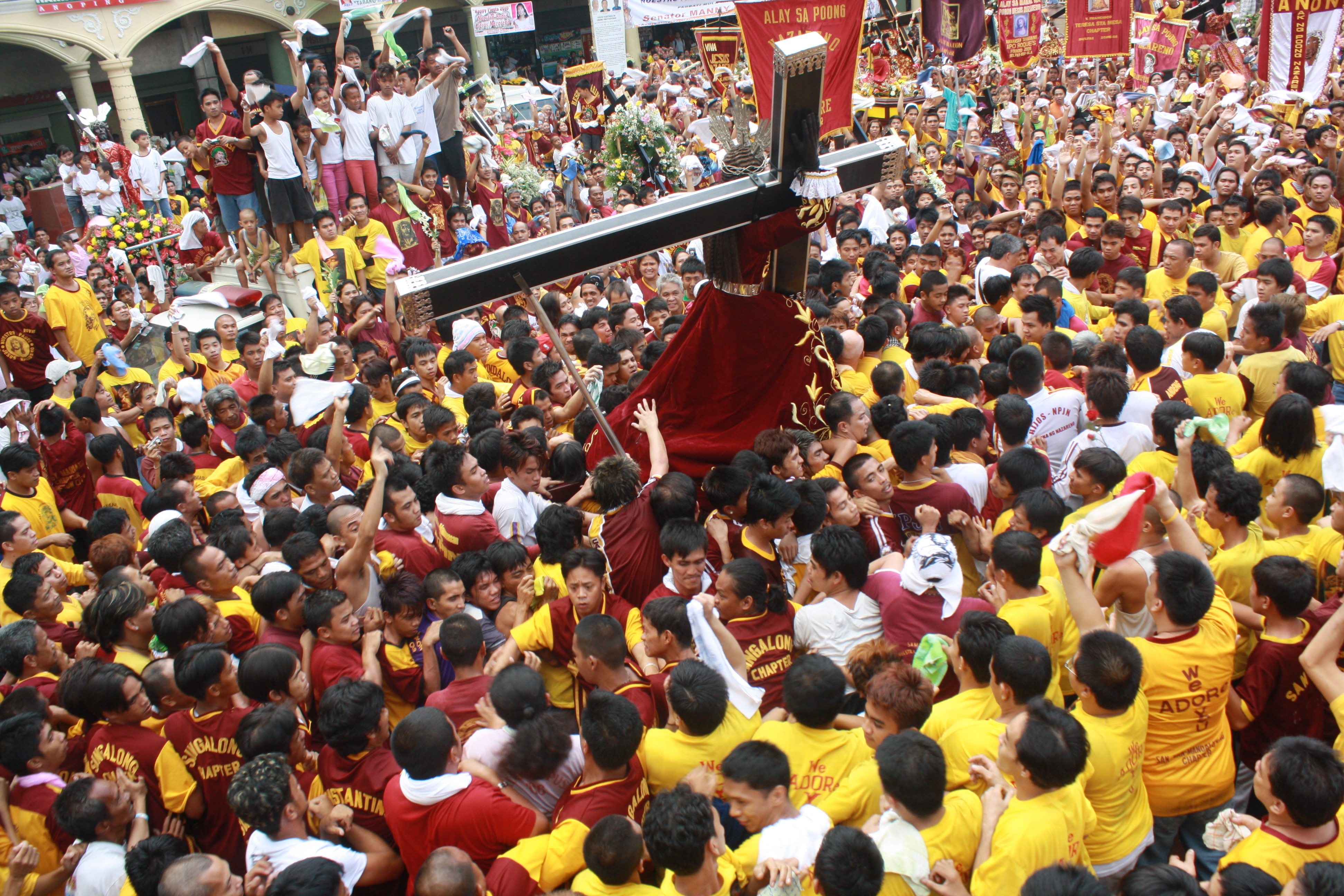
كاثوليك من الفلبين خلال احتفالات تطواف الناصري الأسود.

ينص دستور الفلبين لعام 1987 على أنَّ «الفصل بين الكنيسة والدولة مصون، ولا يجوز سن أي قانون فيما يتعلق بإعلان الدين كدين الدولة، أو يحظر الممارسة الحرة له. ويُسمح إلى الأبد بممارسة العبادة الدينية بحرية دون أي شكل من أشكال التمييز أو التفضيل. ولا يُشترط أي اختبار ديني لممارسة الحقوق المدنية أو السياسية». وبحسب خواكين بيرناس، اليسوعي الفلبيني المتخصص في القانون الدستوري، هناك قضايا معقدة ومحاولات عديدة عرضت على المحكمة لاستخدام الفصل بين الكنيسة والدولة ضد الكنيسة الكاثوليكية، لكنه حقيقة أن حاول فرديناند ماركوس أن يفعل ذلك لا ينكر صحة الفصل بين الكنيسة والدولة. عندما تم أعلان قانون الأحكام العرفية في الفلبين من قبل الديكتاتور فرديناند ماركوس، تغيرت العلاقات بين الكنيسة والدولة بشكل كبير، حيث عارض بعض الأساقفة صراحةً قانون الأحكام العرفيَّة، وكانت نقطة التحول في عام 1986 عندما ناشد رئيس المؤتمر الأسقفي الفلبيني حينها رئيس أساقفة سيبو الكاردينال فيدال ريكاردو الفلبينيين والأساقفة للتظاهر ضد الحكومة والنتيجة المزورة للانتخابات المفاجئة؛ وقام بتأييد الخطوة أيضًا رئيس أساقفة مانيلا الكاردينال جيمي سين، والذي بث عبر إذاعة فيريتاس المملوكة للكنيسة دعوة الناس لدعم المتمردين المناهضين للنظام، وأصبح رد الشعب يعرف باسم الثورة الفلبينية 1986 والتي أطاحت بالديكتاتور فرديناند ماركوس. حيث تجمع الناس بدعوة من قبل رئيس الأساقفة في مانيلا الكاردينال خايمي سين، دعمًا لقادة المعارضة وتظاهروا في إيدسا. وخلال مواجهة الاحتجاجات الواسعة والانشقاقات العسكرية، هرب فرديناند ماركوس وحلفاؤه إلى هاواي وإلى المنفى. وأُعترف بكورازون أكينو كرئيسة للبلاد.

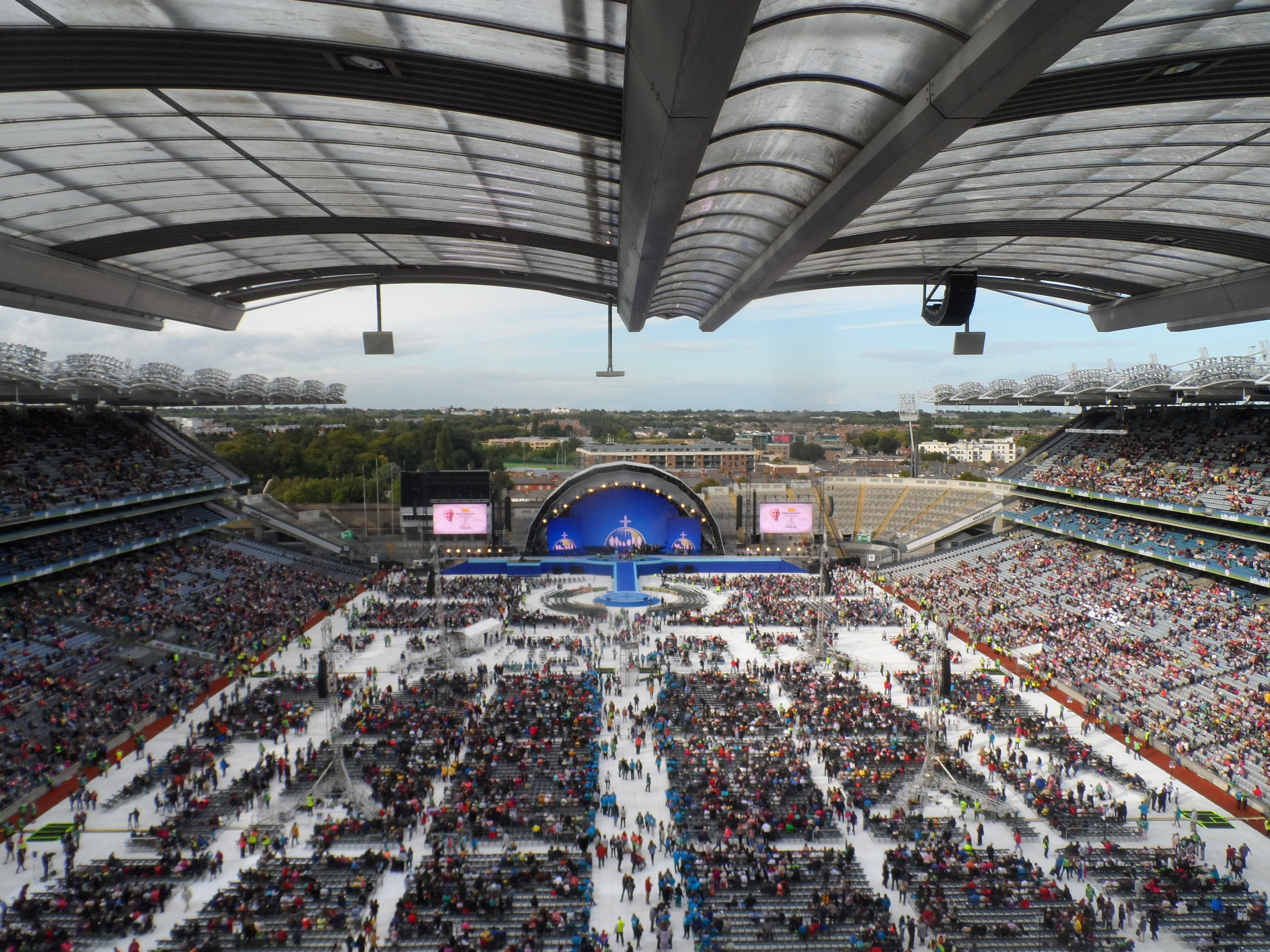
اللقاء الدولي الرابع للعائلة المسيحية في الفلبين عام 2003.

في عام 1995 استضافت مانيلا أيام الشبيبة العالمية والذي حضره خمسة ملايين شخص، وهو حدث معترف به باعتباره أكبر حشد على الإطلاق من قبل موسوعة غينيس للأرقام القياسية. وكانت هذه هي المرة الأولى لدولة آسيوية تقوم باستضافة هذا الحدث، وترأس البابا يوحنا بولس الثاني هذا الحدث، وكانت هذه الزيارة البابوية الأخيرة في البلاد في القرن العشرين والألفية الثانية. في عام 2001 أعرب الكاردينال جيمي سين عن استياءه على مزاعم الفساد ضد جوزيف استرادا الرئيس الفلبيني. أثارت دعوته نشوب ثورة، واستقال استرادا بعد خمسة أيام من الاحتجاجات المستمرة. في 28 أبريل من عام 2004 نقضت المحكمة العليا في الفلبين حكم محكمة أمرت فيه خمسة زعماء دينيين بالامتناع عن تأييد مرشح لمنصب انتخابي. وتحتفظ الكنيسة والدولة اليوم بعلاقات ودية بشكل عام رغم اختلاف الآراء حول قضايا محددة، ومع ضمان الحرية الدينية في الفلبين، بقي رجال الدين الكاثوليك لاعبين هامين في الساحة السياسيَّة ومصدر للنفوذ المعنوي وخاصةً خلال الانتخابات. لا يزال المرشحين السياسيين يحظون بشكل عام بدعم رجال الدين والزعماء الدينيين، رغم أن هذا لا يضمن النصر. ولا يزال تأثير الكنيسة كبير على سياسة الدولة الداخلية، حيث ومراعاة للعقائد الكاثوليكية يُعتبر الطلاق محرمًا بقوة القانون في الفلبين.
معظم الفلبينيين من المتدينين، وتحظى الفلبين بمعدل مرتفع من حيث حضور القداس والتدين. وفي تعداد عام 2015 كان أكثر من 90% من السكان من المسيحيين؛ وانتمى حوالي 80% إلى الكنيسة الرومانية الكاثوليكية في حين انتمى حوالي 10% إلى الطوائف المسيحية الأخرى، مثل الكنيسة المستقلة الفلبينية، وكنيسة إغليجا ني كريستو، وكنيسة يسوع المسيح لقديسي الأيام الأخيرة، والكنيسة السبتية، وكنيسة المسيح المتحدة، وشهود يهوه، والكنيسة الأرثوذكسية. تعد الفلبين واحدة من دولتين تغلب عليهما الكاثوليكية في آسيا، الأخرى هي تيمور الشرقية.

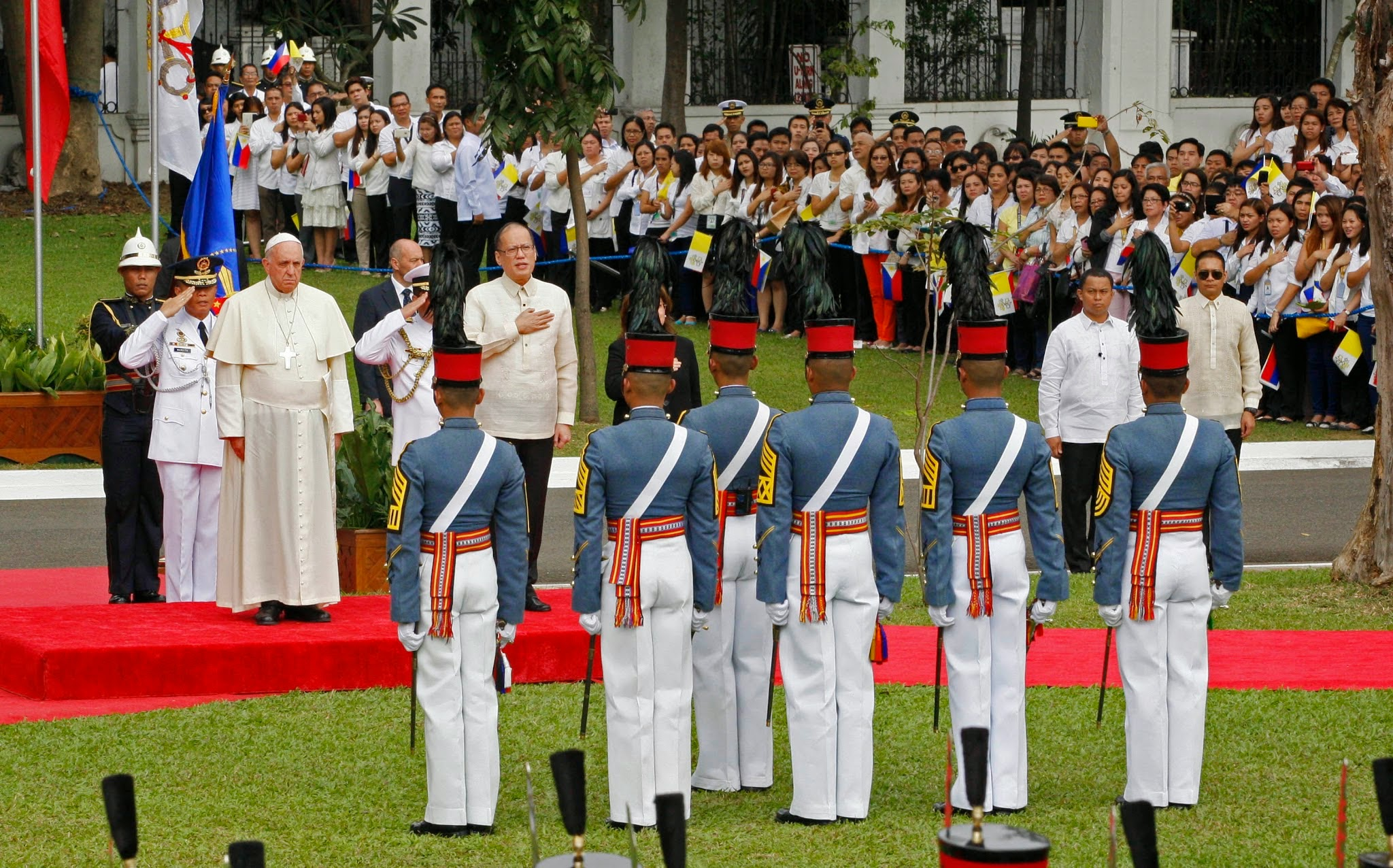
غناء النشيد البابوي والفلبيني الوطني خلال مراسم الإستقبال البابا فرنسيس في عام 2015.

في يناير من عام 2015 قام البابا فرنسيس بزيارة حبرية للفلبين وترأس قداساً في 18 يناير من نفس العام في العاصمة الفلبينية مانيلا، وحضرته حشود غير مسبوقة من المصلين الكاثوليك، ووفقاً لتقديرات المسؤولين في المدينة، فإن ستة ملايين شخص حضروا القداس أو اصطفوا في طريق مرور البابا إلى متنزه «ريزال بارك»، حيث أقيم القداس. ويُعتقد أن هذا الرقم يفوق عدد المصلين، الذين احتشدوا في القداس الذي ترأسه البابا يوحنا بولس الثاني في الفلبين عام 1995. وقال الكرسي الرسولي إن البابا فرنسيس خصص جزءاً من القداس لضحايا إعصار هايان، الذي دمر الفلبين عام 2013. يذكر أن البابا يوحنا بولس الثاني اجتذب حشودًا كبيرة كانت باستمرار في أسفاره، وقيل أن بعضها كان أكبر تجمع للبشرية على الإطلاق مثل أيام الشبيبة العالمية في مانيلا والذي حضره خمسة ملايين نسمة، وقد اقترح البعض تثيبت ذلك كأكبر تجمع مسيحي في التاريخ، وعلى كل فإن كلا الرأيين لم يثبتا رسميًا بعد.
أثار رودريغو دوتيرتي عام 2016 انتقادات حادة له من قبل الكنيسة الكاثوليكية على خلفيَّة دعمه الكبير لقتل متعاطي المخدرات والمجرمين الآخرين خارج نطاق القضاء. كما أثار رودريغو دوتيرتي، غضباً في بلاده، بعدما وصف «الرب» بأنه «سخيف» في خطاب بثه التلفزيون في يونيو من عام 2018، ونددَّت الكنيسة وعدد من المواطنين بتصريحات دوتيرتي. ورد الأسقف أرتورو باستيس، على الرئيس واصفاً إياه بأنه «رجل مجنون»، وحض الناس بأن يدعوا الله بأن يغفر له «ما جا ء على لسانه من تجديف، وأن يخلصه من نزعته الدكتاتورية». يُذكر أنه سبق أن انتقد الرئيس الفلبيني البابا فرنسيس مستعملاً لغة فجة، وأدلى بسلسلة من التصريحات وصفت عبر العالم بأنها عدائية.

## ديموغرافيا

### التعداد
| الإنتماء الديني                                   | تعداد       | تعداد       | تعداد      |
| ------------------------------------------------- | ----------- | ----------- | ---------- |
| الكنيسة الكاثوليكية، يتضمن الكاثوليكية الكاريزميَّة | 80٫58       | 80.58       | 74,211,896 |
| الإسلام                                           | 5٫57        | 5.57        | 5,127,084  |
| الإنجيلية                                         | 2٫68        | 2.68        | 2,469,957  |
| إغليشا ني كريستو                                  | 2٫45        | 2.45        | 2,251,941  |
| مجمل الطوائف البروتستانتية                        | 8٫12        | 8.12        | 7,478,335  |
| شهود يهوه                                         | 0٫45        | 0.45        | 410,957    |
| الأديان القبليَّة                                   | 0٫19        | 0.19        | 177,147    |
| كنيسة يسوع المسيح لقديسي الأيام الأخيرة           | 0٫15        | 0.15        | 133,814    |
| غير منسبين لديانة                                 | 0٫08        | 0.08        | 73,248     |
| بوذية                                             | 0٫05        | 0.05        | 46,558     |
| آخرون                                             | 0٫33        | 0.33        | 299,399    |
| مجمل السكان                                       | مجمل السكان | مجمل السكان | 92,097,978 |
| مصدر: هيئة الإحصاء الفلبينية                      |             |             |            |

## الطوائف المسيحية

### الكاثوليكية

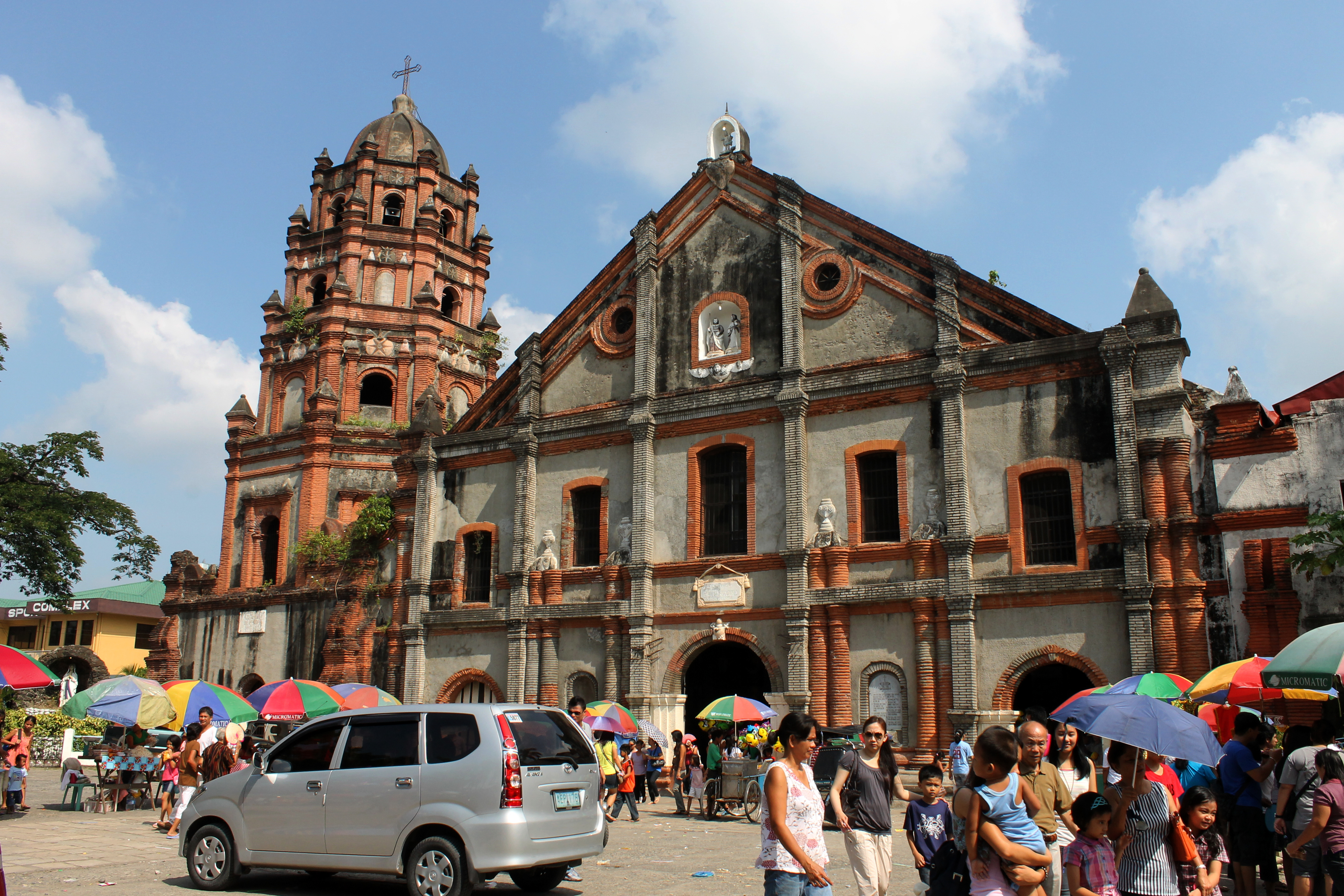
واجه كنيسة كالاسياو والتي بنيت على النمط الباروكي عام 1588.

الكنيسة الكاثوليكية الفلبينيَّة هي جزء من الكنيسة الكاثوليكية العالمية في ظل القيادة الروحيّة للبابا في روما ومجلس أساقفة الفلبين، وفقاً لتعداد السكان عام 2015 شكّل الكاثوليك حوالي 82.9% من مجمل السكان أي حوالي 84 مليون نسمة، وتحوي الفلبين على خامس أضخم تجّمع مسيحي في العالم وعلى ثالث أضخم تجمع كاثوليكي في العالم بعد كل من البرازيل والمكسيك. إدارياً تنقسم الكنيسة الكاثوليكية في الفلبين إلى 72 أبرشية في ستة عشرة مقاطعة كنسيَّة، بالإضافة إلى سبعة نيابات رسوليَّة. ولدى الفلبين تقاليد كاثوليكية هسبانيَّة مهمة، حيث أنَّ الكاثوليكية ذات النمط الإسباني مغروسة في الثقافة المحلية، والتي تم تثبيتها من خلال الكهنة أو الرهبان. وقد زار البلاد ثلاثة بابوات وهم البابا بولس السادس عام 1970، والبابا يوحنا بولس الثاني عام 1981 وعام 1995، والبابا فرنسيس عام 2015. وتُعد العاصمة مانيلا أكبر مدينة كاثوليكية في آسيا والثالثة في العالم بعد مدينة مكسيكو وساو باولو، حيث أنَّ 93.5% من سكان العاصمة من الكاثوليك.
للكنيسة الكاثوليكية تأثير كبير على المجتمع الفلبيني والسياسة المحليَّة، أحد الأحداث النموذجية هو دور التسلسل الهرمي الكاثوليكي خلال الثورة الشعبية السلمية عام 1986. وذلك بعدما قام رئيس أساقفة مانيلا جايمي سين، بمناشدة الجمهور عبر الراديو بالتجمع على طول الشارع في دعم قوات المتمردين. واستجاب نحو سبعة ملايين شخص للدعوة بين يوم 22 ويوم 25 فبراير، وأجبرت الاحتجاجات غير العنيفة بنجاح اجبار الرئيس فرديناند ماركوس على الاستقالة من السلطة والخروج إلى المنفى في هاواي. العديد من العطلات الكاثوليكية ذات أهمية ثقافية وتعد مناسبات عائلية هامة، وأهمها عيد الميلاد، والذي يتضمن احتفالات رأس السنة الميلادية، وأسبوع الآلام والذي قد يحدث في شهر مارس أو أبريل. في شهر نوفمبر من كل عام ، تحتفل العائلات الفلبينية بيوم جميع القديسين على شرف القديسين والأموات، ويتم زيارة وتنظيف قبور الأسلاف وتقديم الصلوات والولائم. تضع الثقافة الفلبينيَّة الكاثوليكية قيمة عالية للأسرة، وتحبذ الثقافة الكاثوليكية الفلبينيَّة على إنجاب الأطفال باعتبارهم من أهم القيم في الحياة الأسرية. غالبَا ما تميل الأسر المسيحيَّة الفلبينيَّة إلى أن تكون متماسكة ولديها علاقات متينة مع الأسرة الموسعة والتي تشمل الأقرباء والعرابيّن، وتٌرّكز الثقافة المسيحية الفلبينيَّة على دور الأجداد في تنشئة الأطفال.

### البروتستانتية
وصلت البروتستانتية إلى الفلبين مع الإستيلاء على الجزر من قبل الأمريكيين في مطلع القرن العشرين، وتطورت البروتستانتية في الفلبين بعد الحرب الإسبانية الأمريكية عندما استحوذت الولايات المتحدة على الفلبين من الإسبانية مع معاهدة باريس عام 1898. تحت الحكم الأمريكي، لم تعد الكنيسة الكاثوليكية ديانة الدولة الرسميَّة، وتم السماح بالمزيد من فرص دخول البعثات التبشيرية البروتستانتية للدخول إلى الجزر. بالإضافة إلى ذلك كان هناك رد فعل عنيف ضد الكاثوليك من أصل اسباني وقبول أكبر للبروتستانتية التي يمثلها الأمريكيين، كانت هيمنة الكنيسة الكاثوليكية في جميع جوانب الحياة في البلاد والعداء البروتستانتي المعادي للكاثوليكية من الأسباب البارزة لبدء النشاط التبشيري البروتستانتي. وفي عام 1901 تم تأسيس الاتحاد الإنجيلي في الفلبين لتنسيق الأنشطة بين الطوائف البروتستانتية ووضع الأسس لحركة دينية محلية. أقيمت أول خدمة بروتستانتية في الفلبين يوم الأحد في 28 أغسطس من عام 1898 مع القبطان جورج ستول العضو في الكنيسة الأسقفية الميثودية وقوات الإحتلال الأمريكي. على الرغم من أن واجبه الأساسي كان خدمة الجنود، فقد سجل في مذكراته أن هذه الخدمة الأولى ، لم يحضرها رجاله فقط بل حضرها بعض السكان الفلبينيين كذلك.
ظهرت العديد من المنظمات الكنسية المستقلة في السبعينيات ومنتصف الثمانينيات القرن العشرين، واستخدمت هذه الكنائس وسائل الإعلام لنشر المسيحية الإنجيلية في البلاد وإنشاء المزيد من الكنائس غير الطائفية والخمسينية والكاريزمية، ونشأت هذه الكنائس بسرعة والتي تعتبر واحدة من الكنائس البروتستانتية الكبرى في الفلبين. أحد العوامل الرئيسية في تطور البروتستانتية الفلبينيَّة هو التعبير الصريح عن الحرية الدينية الموجود في القسم الخامس من المادة الثالثة تحت اسم «قانون الحقوق» من دستور عام 1987، والذي يفصل بين الكنيسة والدولة. وقد كان المفهوم وصياغته بالإنجليزية موجودًا في كل ميثاق وطني منذ دستور عام 1935 الصادر عن حكومة الكومنولث. وتأسست حركة الشباب الفلبينية في عام 1926 لتعزيز خطوة تطوير الكنيسة البروتستانتية المحليَّة في جميع أنحاء البلاد، وأسس المبشرون البروتستانت العديد من المدارس والجامعات في الفلبين. في الوقت الحاضر يشكل البروتستانت بين 10% إلى 15% من مجمل السكان بمعدل نمو سنوي يبلغ 10% منذ عام 1910، ويشكلون أكبر تجمع مسيحي في البلاد بعد الكاثوليكية.

### طوائف مسيحية أخرى

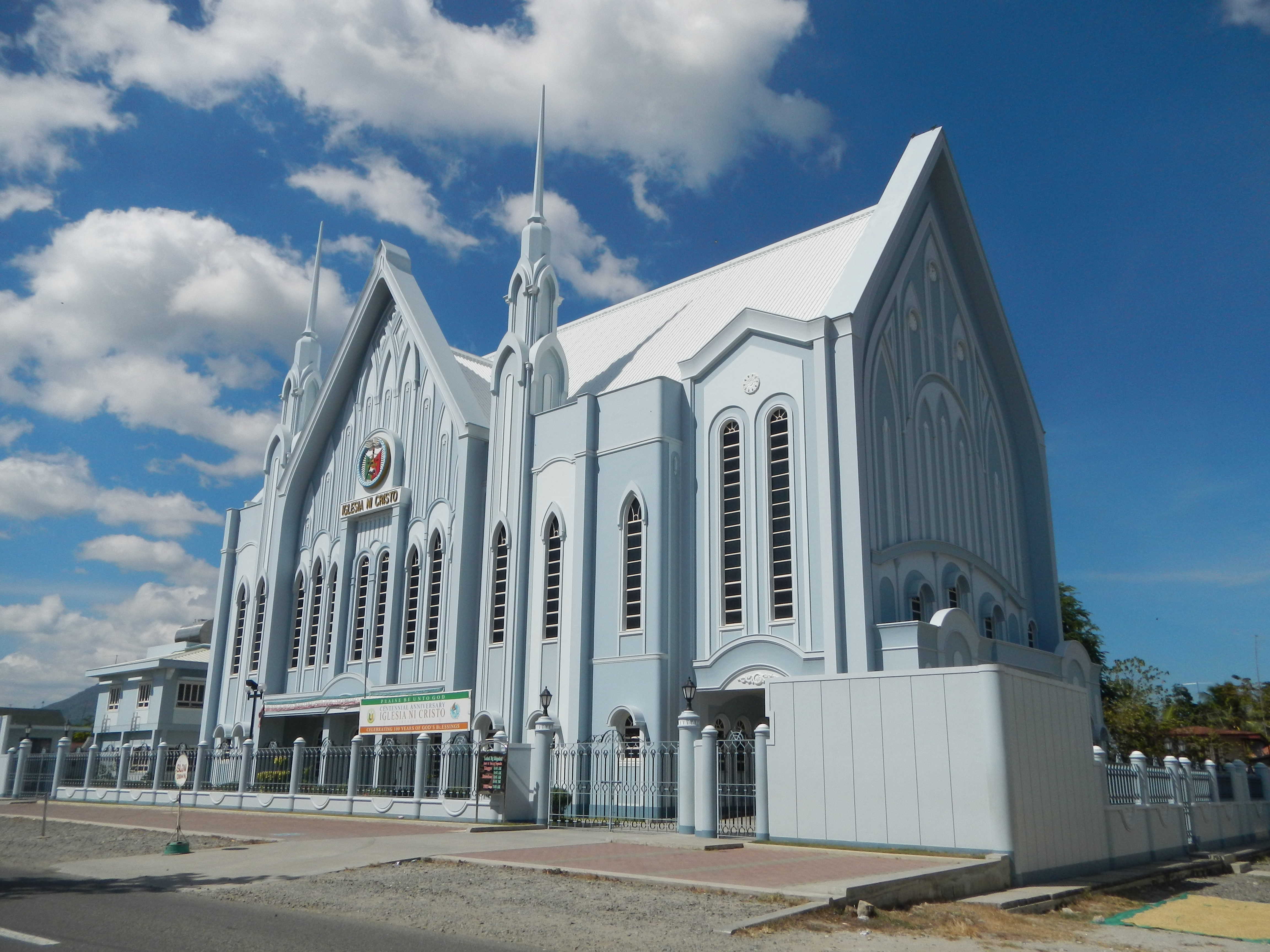
معبد إغليشا ني كريستو المركزي في مدينة بامبانغا.

يعود إغليشا ني كريستو هي كنيسة مسيحية دولية أصلها إلى الفلبين، إذ أنشأها القس فيليكس مانالو سنة 1914، وأصبح أول رئيس للكنيسة. وتدعي كنيسة إغليشا ني كريستو أنها الكنيسة الوحيدة الحقيقية، وأنها تمثل الإسترداد للكنسية الأصلية التي أسسها يسوع. وكانت قد تأسست أول جماعة محلية في بونتا في سنتا آنا في 27 يوليو من عام 1914، وتم تسجيل الكنيسة رسمياً من قبل الحكومة الفلبينية. في عام 1915 بدأ القس فيليكس مانالو، بوصفه أول رئيس للكنيسة، وقام بتدريب المساعدين لمساعدته في نشر الإنجيل. وبحلول عام 1918 تم إرسال مساعدين ودعاة مبشرين متطوعين إلى مقاطعات حول مانيلا. وفي السنة العاشرة نظمت أول منطقة كنسية في مقاطعة بامبانغا. وبحلول عام 1939 توسعت الكنيسة بالفعل إلى مقاطعة إيلوكوس نورت في شمال لوزون وإلى مقاطعة سيبو في فيساياس مع إضافة أربعة عشرة مقاطعة كنسية، ووصلت إلى الجنوب في مينداناو في عام 1946 مع إنشاء منطقة في كوتاباتو. وبعد وفاة فيليكس مانالو في أبريل من عام 1963، أنشأت الكنيسة وجود بالفعل في أكثر من نصف المقاطعات الفلبينية. وأشار إحصاء أجري سنة 2010 في الفلبين، أن حوالي 2.5% من السكان هم من أتباع كنيسة إغليشا ني كريستو، مما يجعلها ثالث أكبر طائفة مسيحيَّة بعد المسيحية الكاثوليكية والبروتستانتية.
تأسست كنيسة يسوع المسيح لقديسي الأيام الأخيرة في الفلبين خلال الحرب الإسبانية الأمريكية في عام 1898. مع قدوم رجلان من ولاية يوتاه والذين عملوا أيضًا كمبشرين قبل مغادرتهم الولايات المتحدة وأثناء تواجدهم في الفلبين. قامت الكنيسة بالأعمال التبشيرية بعد الحرب العالمية الثانية، وفي عام 1961 تم تسجيل الكنيسة رسمياً من قبل حكومة الفلبين. في عام 1969، انتشرت الكنيسة في ثمان جزر رئيسية، وتم بناء المعبد المورموني الأول في عام 1984 والذي يقع في مدينة كيزون وآخر في مدينة سيبو، والذي اكتمل في عام 2010. وبلغ عدد أعضاء الكنيسة حوالي 710,764 في عام 2015.
يعود وجود الكنيسة الأرثوذكسية الشرقية في الفلبين لأكثر من 200 عام، وهي ممثلة بمجموعتين، الأولى تابعة إدارياً لبطريركية القسطنطينية المسكونية والتي يرأسها المتروبوليتان في هونغ كونغ وجنوب شرق آسيا، والثانية البعثة المسيحية الأرثوذكسية الأنطاكية في الفلبين والتي تتبع إدارياً وقضائيًا لبطريركية أنطاكية وسائر المشرق للروم الأرثوذكس والتي تتبع لأبرشية أنطاكية الأرثوذكسية في أستراليا ونيوزيلندا وكل أوقيانوسيا. وفي عام 1999 كان هناك حوالي 560 من أعضاء الكنيسة الأرثوذكسية في الفلبين.

## التأثير الحضاري

### حياة المجتمع

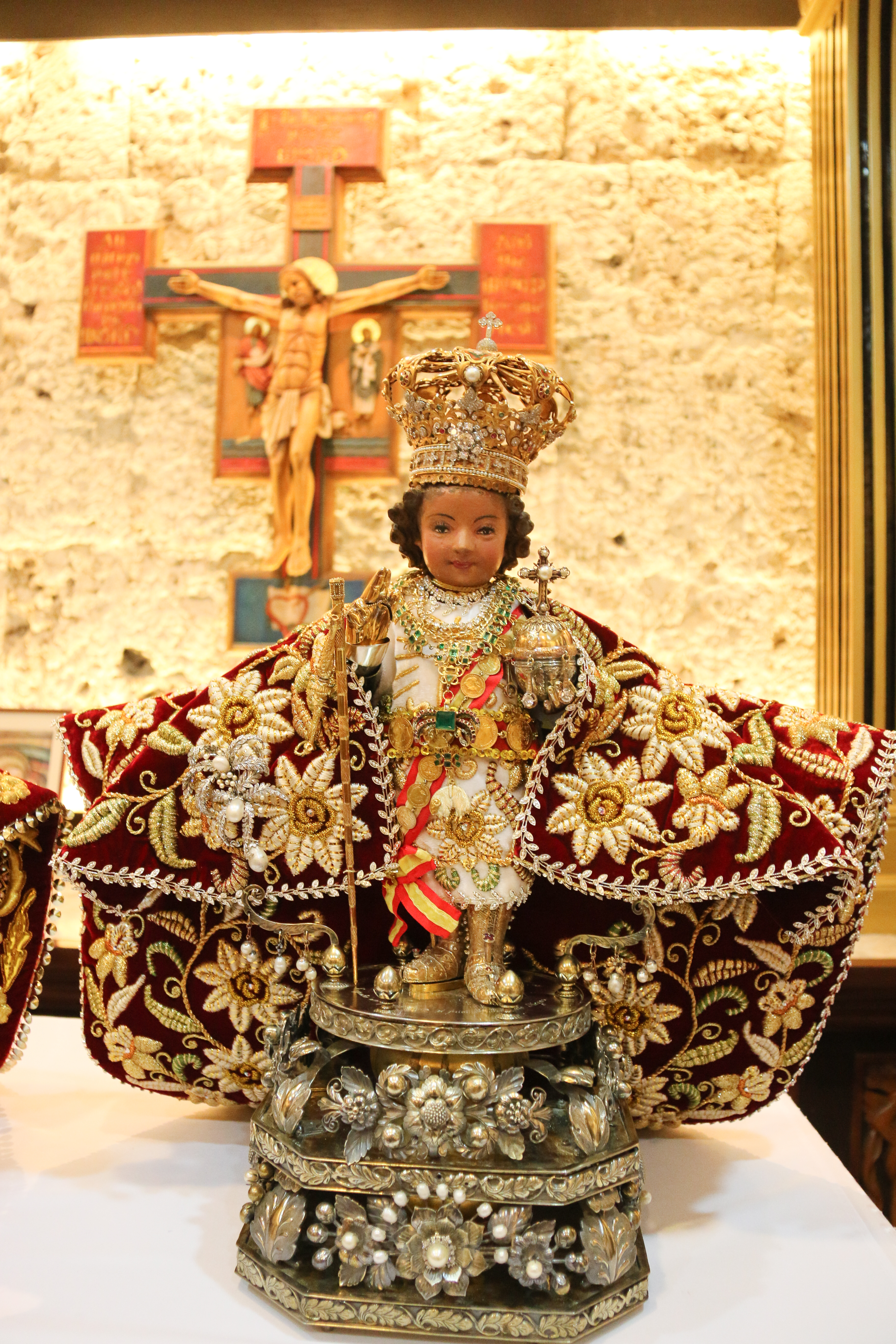
"سانتو نينو دي سيبو" وهي تمثيل للطفل يسوع وأيقونة ثقافية كاثوليكيَّة في مدينة سيبو.

عارض الإسبان بعض من مظاهر أسلوب حياة السكان الأصليين وعارضوا ذلك بكل إخلاص، وشعروا بالحاجة إلى «تحرير السكان الأصليين من طرقهم الوثنية». وبمرور الوقت، حولت القيود الجغرافية السكان الأصليين إلى ما يسمى ببرنجيه، وهي وحدات صغيرة للقرابة تتكون من حوالي ثلاثين إلى مائة أسرة. وكان لكل قرية نظام طواريء قابل للتغيير، مع وجود فئات فرعية تختلف من برنجيه إلى آخر. عمومًا كان يُطلق على اللوردات البطركيين والملوك داتس ورجاس، ومع التأثير الكاثوليكي الهسباني أصبحت الثقافة الفلبينيَّة الكاثوليكية تضع قيمة عالية للأسرة، حيث تحبذ الثقافة الكاثوليكية الفلبينيَّة على إنجاب الأطفال باعتبارهم من أهم القيم في الحياة الأسرية. غالبَا ما تميل الأسر المسيحيَّة الفلبينيَّة إلى أن تكون متماسكة ولديها علاقات متينة مع الأسرة الموسعة والتي تشمل الأقرباء، تٌرّكز الثقافة المسيحية الفلبينيَّة على دور الأجداد في تنشئة الأطفال. وكان الدين والزواج أيضًا من القضايا التي أراد المبشرون في إسبانيا تحويلها، وعلى الرغم من أن يكن تعدد الزوجات لم يكن شائعاً، لكنه كان في الغالب محصورًا في الزعماء الأثرياء، وكان الطلاق والزواج أيضًا شائعًا ما دامت الأسباب مبررة. وكان كل من المرض أو العقم أو العثور على إمكانات من الأسباب المبررة للطلاق في المجتمع، ومع تحول البلاد للكاثوليكية أصبح الطلاق أكثر صعوبة حيث أنَّ المبادئ المسيحية للزواج على أنه علاقة أبدية. لذلك من الصعب الحصول على الطلاق نظرًا لكون الزواج عقدًا غير منحل، وقيّد القانون الكنسي حق الطلاق بعدة قيود لكن لم يصل إلى إلغائه، وظهرت أوضاع أخرى من التسهيلات كفسخ الزواج أو الهجر. وبالإضافة إلى تلك الممارسات اختلف المبشرون أيضًا مع ممارسات دفع المهور، حيث دفع العريس لوالد زوجته ذهباً، وقد رفض المبشرون هذه العادة لأنهم شعروا بأن ثمن العروس كان بمثابة عملاً لبيع الابنة، وبينما كان السكان المحليين قبل تحولهم للمسيحية متسامحين مع ممارسة الجنس قبل الزواج بين العروس والعريس، رفضت الكنيسة هذه الممارسة حيث تعتبر المسيحية ممارسة الجنس قبل الزواج خطيئة ومناقضة للأخلاقيات المسيحيَّة.
قبل الإستيلاء الإسباني على البلاد مارس السكان الأصليين مجموعة متنوعة من العقائد التوحيدية والمشركة، وفي كثير من الأحيان تم توحيد الأشكال المحلية للبوذية أو الهندوسية أو الإسلام مع الإحيائيَّة؛ وكان عدد من السكان الأصليون يعبد الطبيعة ويحيّون أرواح أسلافهم الذين يستبدونهم بتضحيات، وهي ممارسة هدفت إلى علاج لمرض معين. السحر والخرافة موجودة أيضاً بين السكان الأصليين، وهو جانب حاربه المبشرين الإسبان. في عام 1599 بدأت المفاوضات بين عدد من اللوردات وحلفائهم والأسبان ووافق الحكام الأصليين على الخضوع لحكم الملك القشتالي واعتناق المسيحية، والسماح للمبشرين بنشر الإيمان. وفي المقابل وافق الأسبان على حماية المواطنين من أعدائهم، ومعظمهم من القراصنة اليابانيين والصينيين والمسلمين. وبحلول القرن السابع عشر، كان الأسبان قد أوجدوا حوالي عشرين قرية كبيرة وحولوا نمط الحياة المحلي بشكل شبه كامل، وكان تخطيط هذه القرى في شكَّل المشغل الذي سمح للملاحة بشكل أسهل وأكثر من ذلك. كما انتشرت أيضاً بما يكفي للسماح بكنيسة واحدة أو أبرشية العاصمة وصالات صغيرة للزيارة تقع في جميع أنحاء القرى التي بقي فيها رجال الدين مؤقتاً للقداس أو الطقوس أو الأعراس.

### التعليم

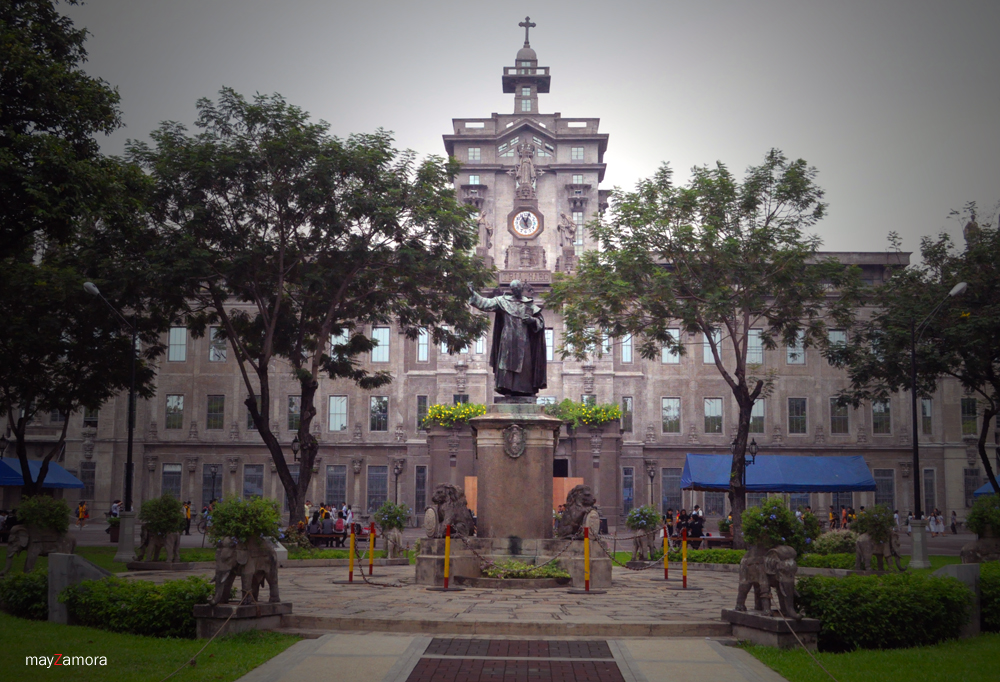
حرم جامعة القديس طوماس الحبريَّة الرئيسي في مدينة مانيلا.

تشارك الكنيسة الكاثوليكية في التعليم على جميع المستويات. وقد أسست مئات المدارس الثانوية والابتدائية وكذلك عدد من الكليات والجامعات المعروفة عالميًا. يدير اليسوعيين عدد من الجامعات منها جامعة أتينيو دي مانيلا في حين يدير أخوة لا سال الاخوة جامعة دي لا سال، ويدير الدومينيكان جامعة سانتو توماس في مانيلا والتي تعد من أفضل الكليات في العالم والجامعات وذلك وفقًا للتصنيف الأكاديمي لجامعات العالم. وتأسست جامعة القديس طوماس من قبل ميغيل دي بينافيدس رئيس أساقفة مانيلا في 28 أبريل من عام 1611، لتصبح أقدم جامعة قائمة في الفلبين وآسيا، وهي واحدة من أكبر الجامعات الكاثوليكية في العالم من حيث الإلتحاق ومساحة الحرم الجامعي. وأسس اليسوعيين جامعة أتينيو دي مانيلا في 10 ديسمبر من عام 1859 وهي ثالث أقدم جامعة في البلاد.
من المؤسسات التعليمية الكاثوليكيَّة البارزة في البلاد جامعة سان كارلوس، وكلية سان بيدا، وجامعة سانت لويس وجامعة سان اجوستين. كما أوجد المبشرين البروتستانت العديد من المدارس والجامعات في الفلبين. أبرزها جامعة سيليمان، وهي أول مدرسة بروتستانتية في البلاد، وأول جامعة تأسست من قبل الأمريكيين في آسيا. هناك أيضًا عدد من مؤسسات التعليم العالي البروتستانتية مثل جامعة ترينيتي في آسيا، جامعة نيجروس، الجامعة المسيحية وجامعة السبتيين في الفلبين.

### السياسة

المشفى الطبي لوليو التابع للكنيسة المشيخية، يشكل مشروع قانون الصحة نقطة خلاف بين الكنيسة والدولة.

لدى الكنيسة الكاثوليكية لها تأثير كبير على السياسة في المجتمع الفلبيني، حدث واحد نموذجي هو دور الكنيسة الكاثوليكية خلال الثورة في عام 1986 حيث تجمع الناس بدعوة من قبل رئيس الأساقفة في مانيلا الكاردينال جايمي سين، دعمًا لقادة المعارضة وتظاهروا ضد فرديناند ماركوس في ايدسا. في عام 1965، تم انتخاب الرئيس فرديناند ماركوس وزوجته ايميلدا ماركوس إلى جانبه. أعلن الأحكام العرفيَّة في البلاد عندما قربت نهاية فترة ولايته الثانية، ويمنعه الدستور من الترشح لثالثة، في يوم 21 سبتمبر من عام 1972. وكانت حجته الإنقسامات السياسيَّة، وتوتر الحرب الباردة، وشبح التمرد الشيوعي والتمرد الإسلامي وحكم بموجب مرسوم. في 21 أغسطس من عام 1983، تجاهل زعيم المعارضة بنينيو «نينوي» أكينو الابن التحذيرات، وعاد من المنفى في الولايات المتحدة. اغتيل بعدما نزل من الطائرة في مطار مانيلا الدولي (يسمى الآن مطار نينوي اكينو الدولي في ذكراه). بسبب ازدياد الضغط السياسي دعا ماركوس في نهاية المطاف لانتخابات رئاسية مبكرة في عام 1986. اقتنعت كورازون أكينو، أرملة بينينيو، بالترشح للرئاسة ورفع لواء المعارضة. يعتقد على نطاق واسع أن الانتخابات كانت مزورة حيث أعلن عن انتصار ماركوس. أدى ذلك إلى ثورة سلطة الشعب، تجمع الناس بدعوة من قبل رئيس الأساقفة في مانيلا الكاردينال خايمي سين، دعمًا لقادة المعارضة وتظاهروا على ايدسا. في مواجهة الإحتجاجات الواسعة والإنشقاقات العسكرية، هرب فرديناند ماركوس وحلفاؤه إلى هاواي وإلى المنفى. وأُعترف بكورازون أكينو كرئيسة للبلاد.
في عام 2001 أعرب الكاردينال جايمي سين عن استياءه على مزاعم الفساد ضد جوزيف استرادا الرئيس الفلبيني، وأثارت دعوته نشوب ثورة الشعب الثانية. استقال استرادا بعد خمسة أيام من الاحتجاجات المستمرة. عقب وفاة البابا يوحنا بولس الثاني في عام 2005، أعلنت الرئيسة غلوريا ماكاباغال أرويو ثلاثة أيام من الحداد الوطني. كما حضرت جنازة البابا في الفاتيكان. تعارض الكنيسة مشروع قانون الصحة الإنجابية، والذي إلى انقسام في الرأي بين السكان في البلاد حيث أن 80% من السكان هم من الكاثوليك.

## التقاليد الدينية

### الثقافة الدينية

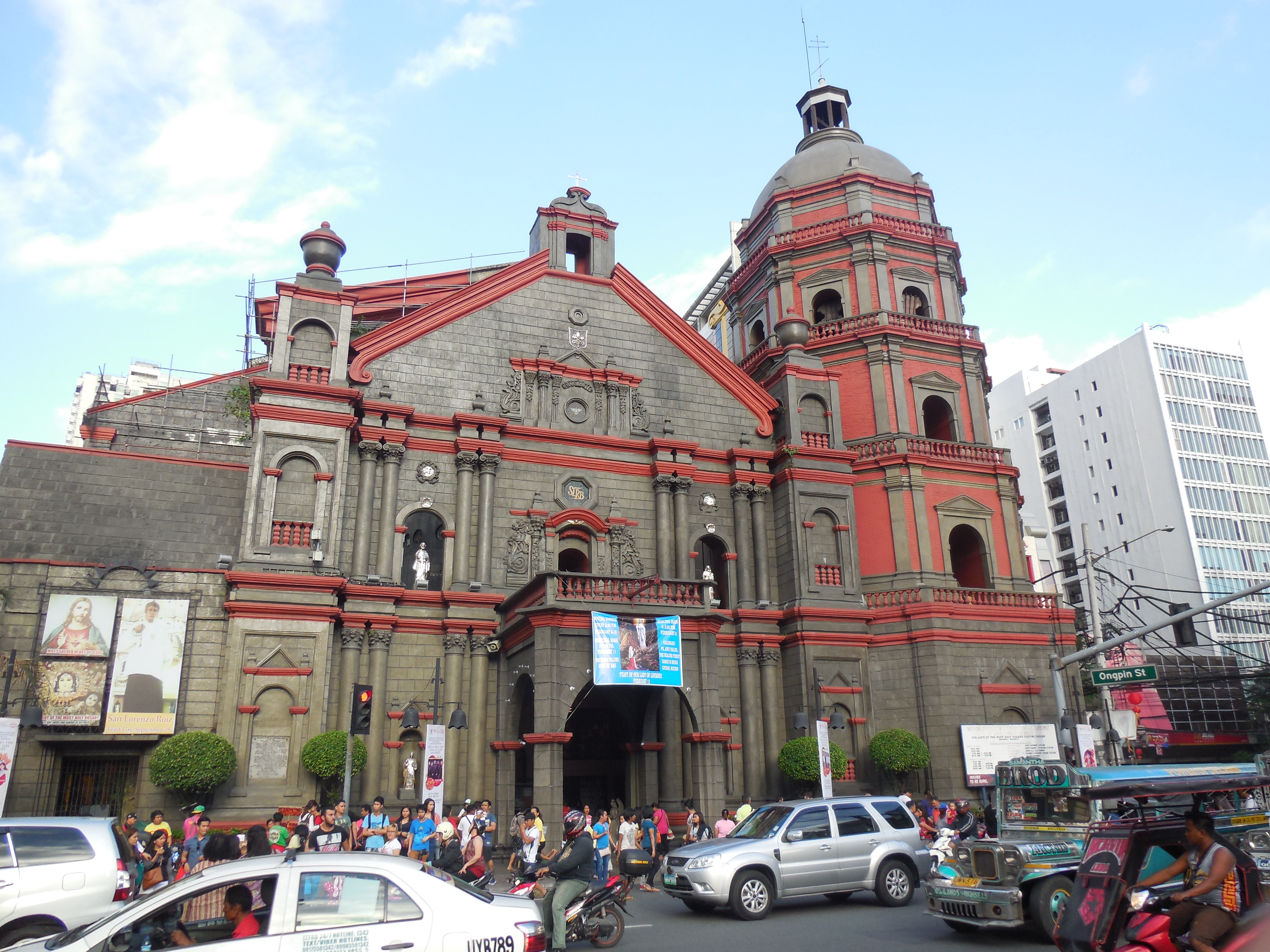
كنيسة بينوندو في مانيلا.

الثقافة الكاثوليكية تتداخل بشكل كبير مع ثقافة الفلبين والتي هي مزيج من الثقافات الشرقية والغربية، تعرض ثقافة الفلبين جوانب موجودة في دول آسيوية أخرى كتراث الملايو، لكنها أيضاً تظهر التأثر بالثقافات الأمريكية والإسبانية. كما ونشر الفلبينيين في الخارج الثقافة الفلبينية في جميع أنحاء العالم، وجلبوا معهم النسخة الكاثوليكية الفلبينية. تعتبر الفلبين أكبر دولة وأمّة كاثوليكيّة في العالم مارست وما زالت تمارس ختان الذكور (93% من مسيحيين الفلبين الذكور مختونين) على نطاق واسع لأسباب مختلفة منها دينية وإجتماعية. يترافق عيد الميلاد باحتفالات دينية وصلوات خاصة للمناسبة، واجتماعات عائلية واحتفالات اجتماعية أبرزها وضع شجرة الميلاد ومغارة الميلاد وتبادل الهدايا واستقبال بابا نويل وتناول عشاء الميلاد، كما يوجد لهذه المناسبة في الفلبيين مسلسلات أغاني وموسيقية وأفلام ومسرحيات عديدة تتناولها، بأبعادها المختلفة. كما أنّ تأثير الكنيسة كبير على سياسة الدولة الداخلية، حيث ومراعاة للعقائد الكاثوليكية يعتبر الطلاق محرمًا بقوة القانون في الفلبين. تضع الثقافة الفلبينيَّة الكاثوليكية قيمة عالية للأسرة، وتحبذ الثقافة الكاثوليكية الفلبينيَّة على إنجاب الأطفال باعتبارهم من أهم القيم في الحياة الأسرية. غالبَا ما تميل الأسر المسيحيَّة الفلبينيَّة إلى أن تكون متماسكة ولديها علاقات متينة مع الأسرة الموسعة والتي تشمل الأقرباء والعرابيّن، وتٌرّكز الثقافة المسيحية الفلبينيَّة على دور الأجداد في تنشئة الأطفال.
سميت أسماء العديد من الشوارع والمدن والمحافظات تيمناً بأسماء القديسيين، وتركت العمارة الأسبانية الكاثوليكية بصمة في الفلبين من خلال تصميم العديد من المدن حول ساحة مركزية أو بلازا مايور، بعض الأمثلة ما زالت قائمة، تشمل أساسا كنائس البلاد والمباني الحكومية والجامعات. كنائس فترة الباروك الأربعة موجودة على قائمة اليونسكو للتراث العالمي: كنيسة سان أغوستين في مانيلا، كنيسة باواي في ايلوكوس نورت، وكنيسة نويسترا سينيورا دي لا أسونسيون (سانتا ماريا) في ايلوكوس سور، وكنيسة سانتو توماس دي فيلانويفا في ايلويلو.

### الممارسة الدينية

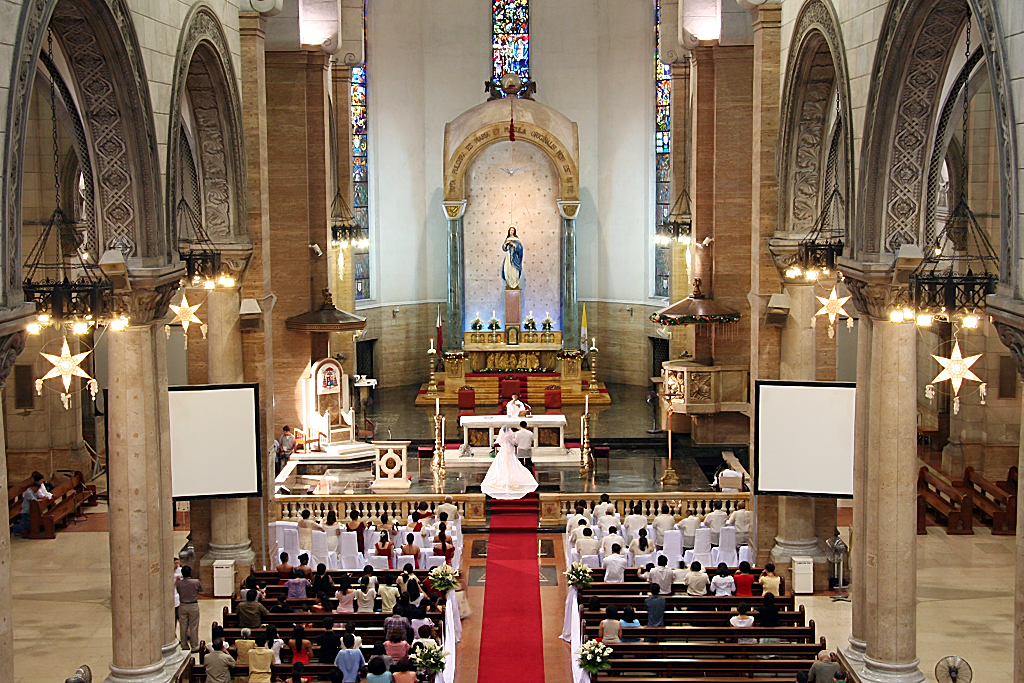
زفاف كاثوليكي في كاتدرائية مانيلا.

معظم الفلبينيين من المتدينين، وتحظى الفلبين بمعدل مرتفع من حيث حضور القداس والتدين. تُعتبر عدد من الأعياد المسيحية مثل عيد الميلاد، يوم الجمعة العظيمة، أعياد وطنيّة. وتعتبر التطوافات الدينية جزء من الثقافة الشعبية في الفلبين، غالبًا ما تكون على شرف مريم العذراء أو القديس شفيع. وتعرف هذه الإحتفالات التقليدية باسم باريو فييستاس (مهرجانات المنطقة) وهي تقام لإحياء ذكرى القديسين. من بين هذه المهرجانات الدينية الشائعة والمعروفة مهرجانيّ موريونيس وسينولوغ. وتعرف أظهرت الفلبين بالتفاني القوي لمريم العذراء، والذي يبرز من خلال رعايتها للعديد من البلدات والمناطق المحلية في جميع أنحاء البلاد. وإلى جانب هناك مواقع الحج حيث أنشأت كل مدينة إصداراتها الخاصة من مريم العذراء. ومع تأثير الثقافة الإسبانية، وقصص المعجزات بين السكان الأصليين، وميزات الوجه الآسيوية، ابتكر الكاثوليك الفلبينيين صورًا محلية وولاءات شعبية لمريم العذراء والتي تم الإعتراف بها من قبل مختلف الباباوات.
التأثير الديني القوي على حياة الفلبينيين يظهر من خلال التردد على الكنائس بشكل دائم فضلًا عن الذهاب إلى الكنيسة في الأعياد الدينية والمناسبات الإجتماعية والعائلية مثل حفلات الزفاف والعماد والجنازة وزيارة قبور الأقارب ووضع رموز دينية مثل الصليب والأيقونات وحمل أسماء مسيحية وممارسة طقوس مثل العماد وأول قربانة والأسرار السبعة المقدسة والإحتفال في الأعياد المسيحية خاصًة العائلية منها مثل عشية عيد الميلاد وتلوين بيض عيد الفصح والمشاركة في التطوافات الدينية مثل تطوافات الأسبوع المقدس أو عادة الصيام عن اللحوم يوم الجمعة أو الصلاة قبل الطعام.

## معرض الصور

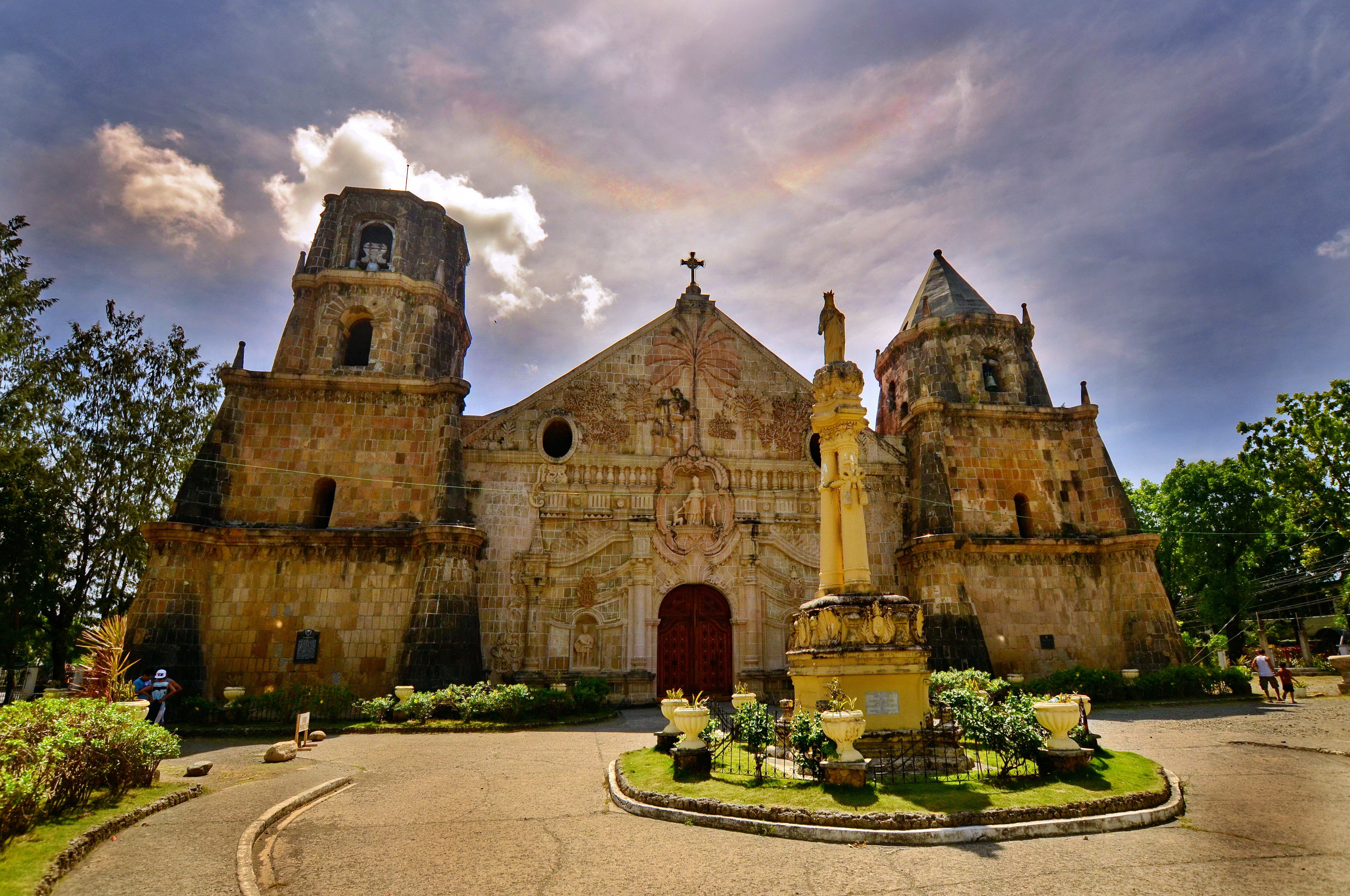
كنيسة مياجو
احتفالات أحد الشعانين في داسماريناس
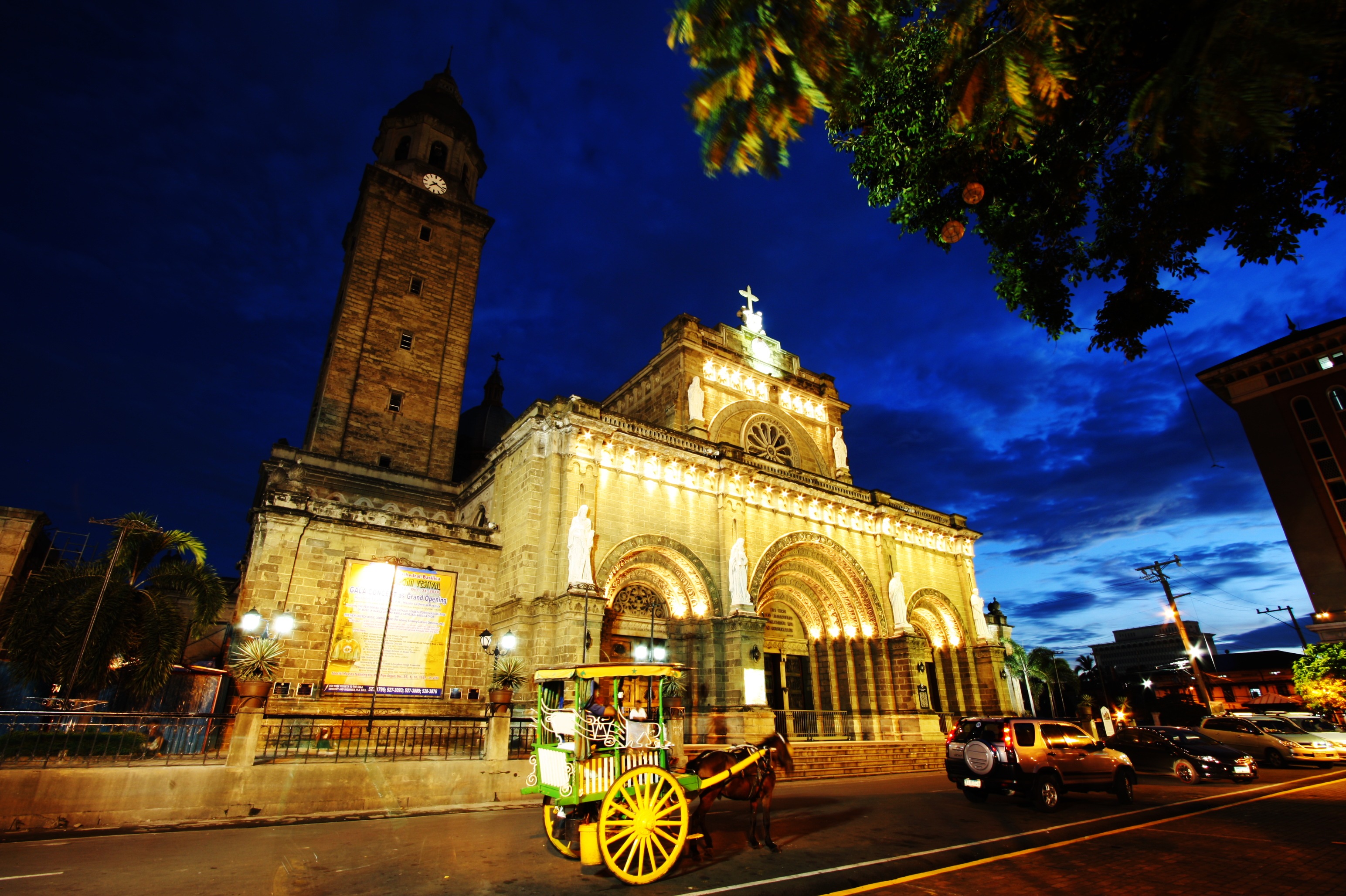
كاتدرائية مانيلا
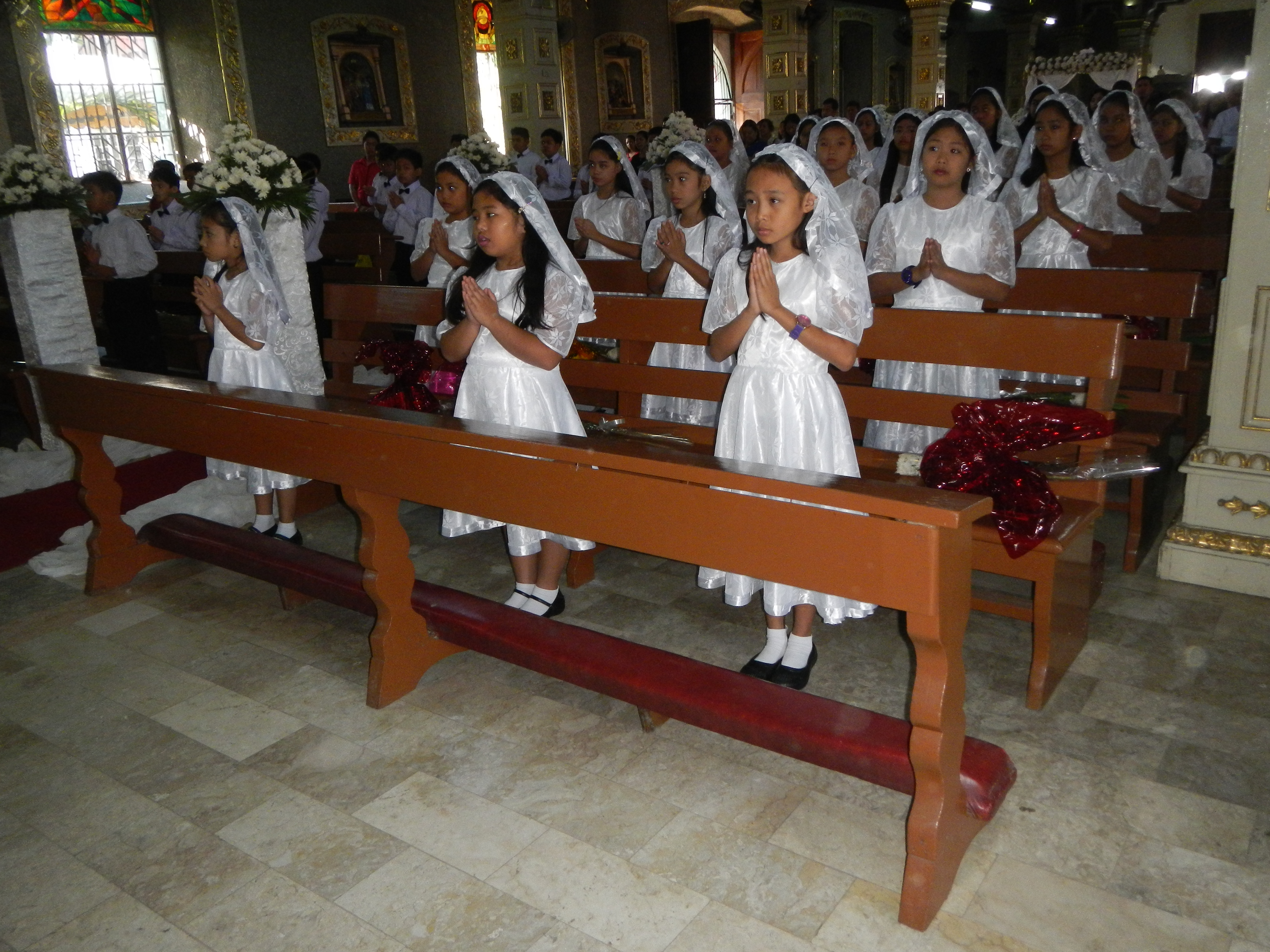
احتفال المناولة الأولى
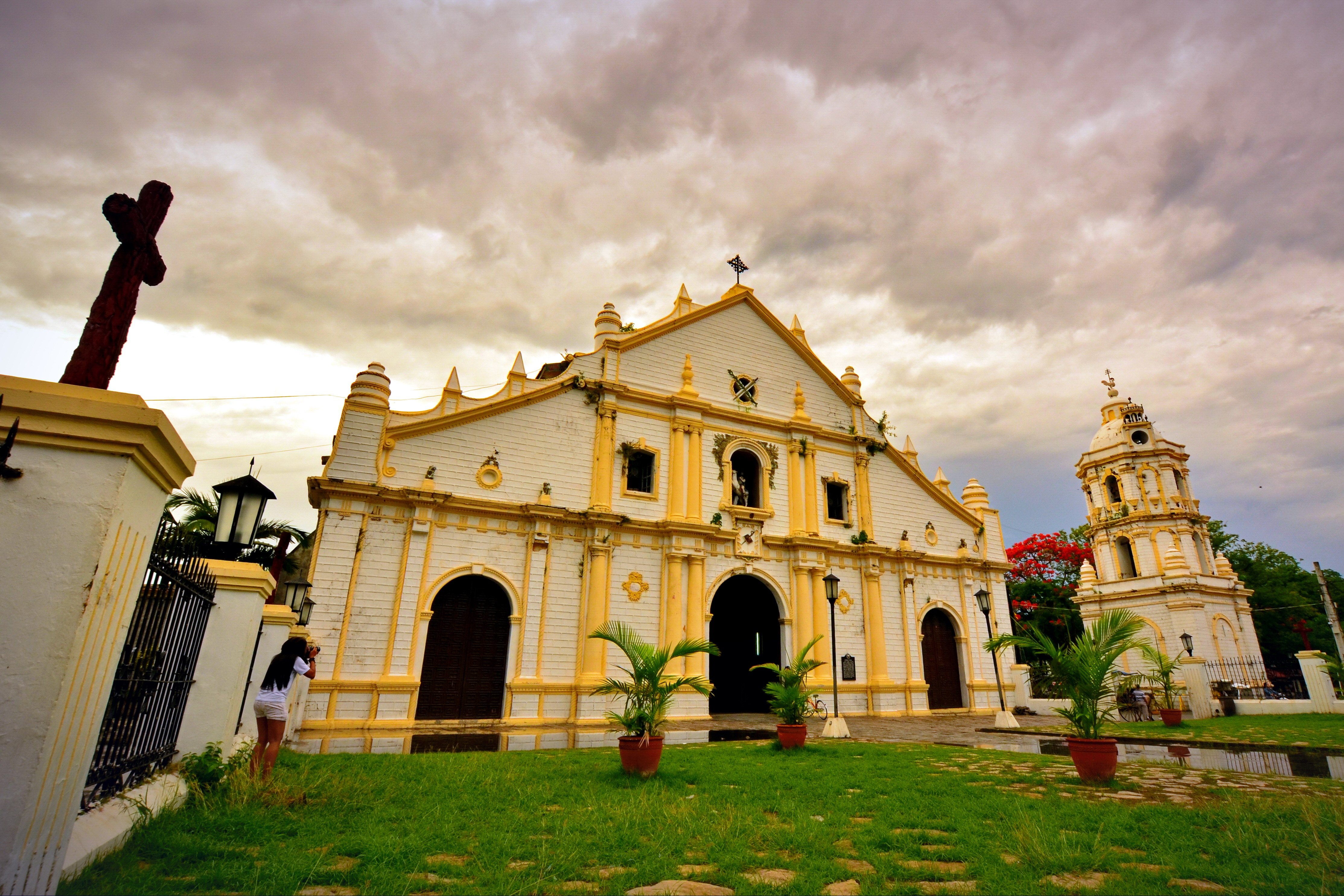
كاتدرائية فيغان
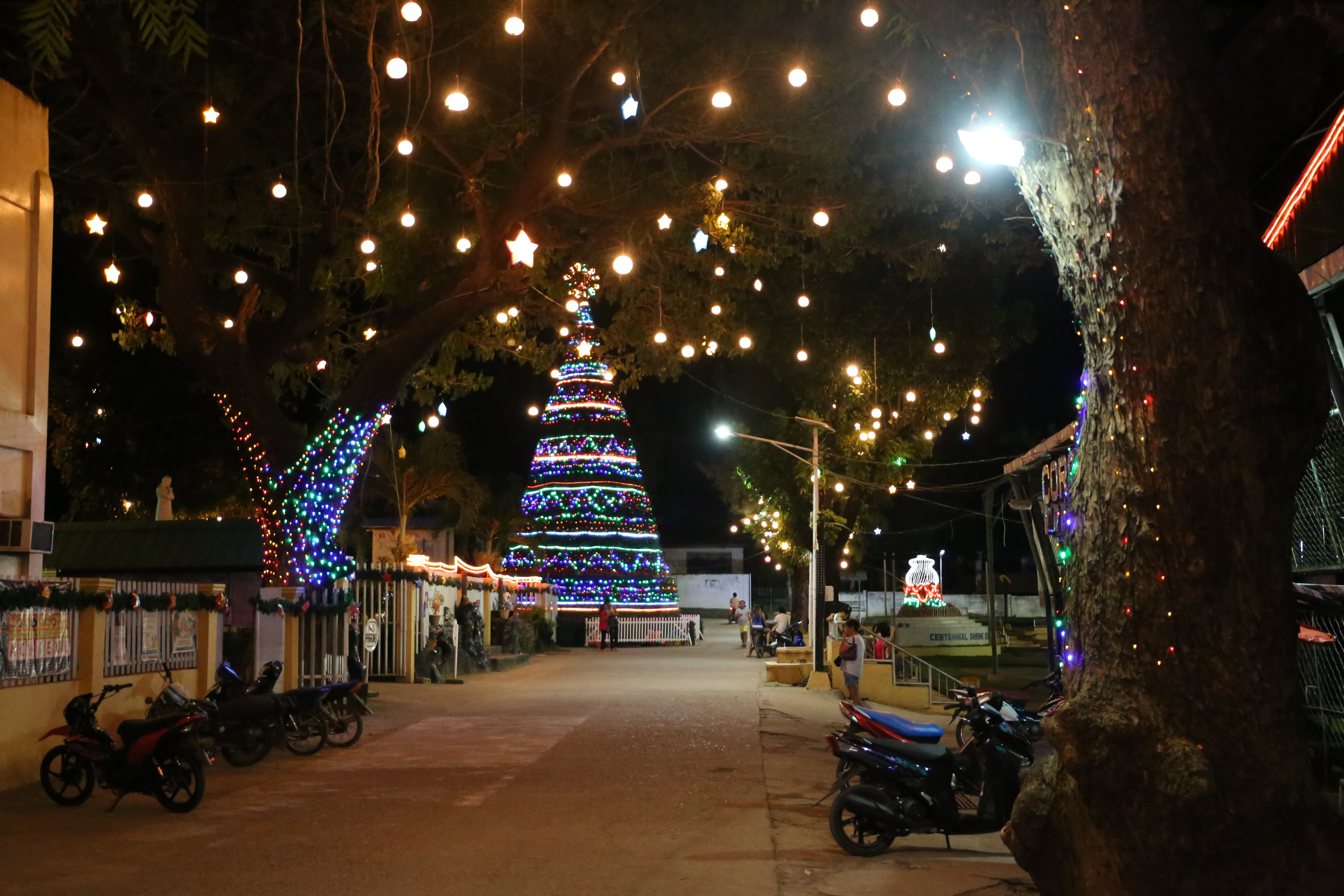
شوارع مزينة بأضواء ميلادية لمناسبة عيد الميلاد في كورون
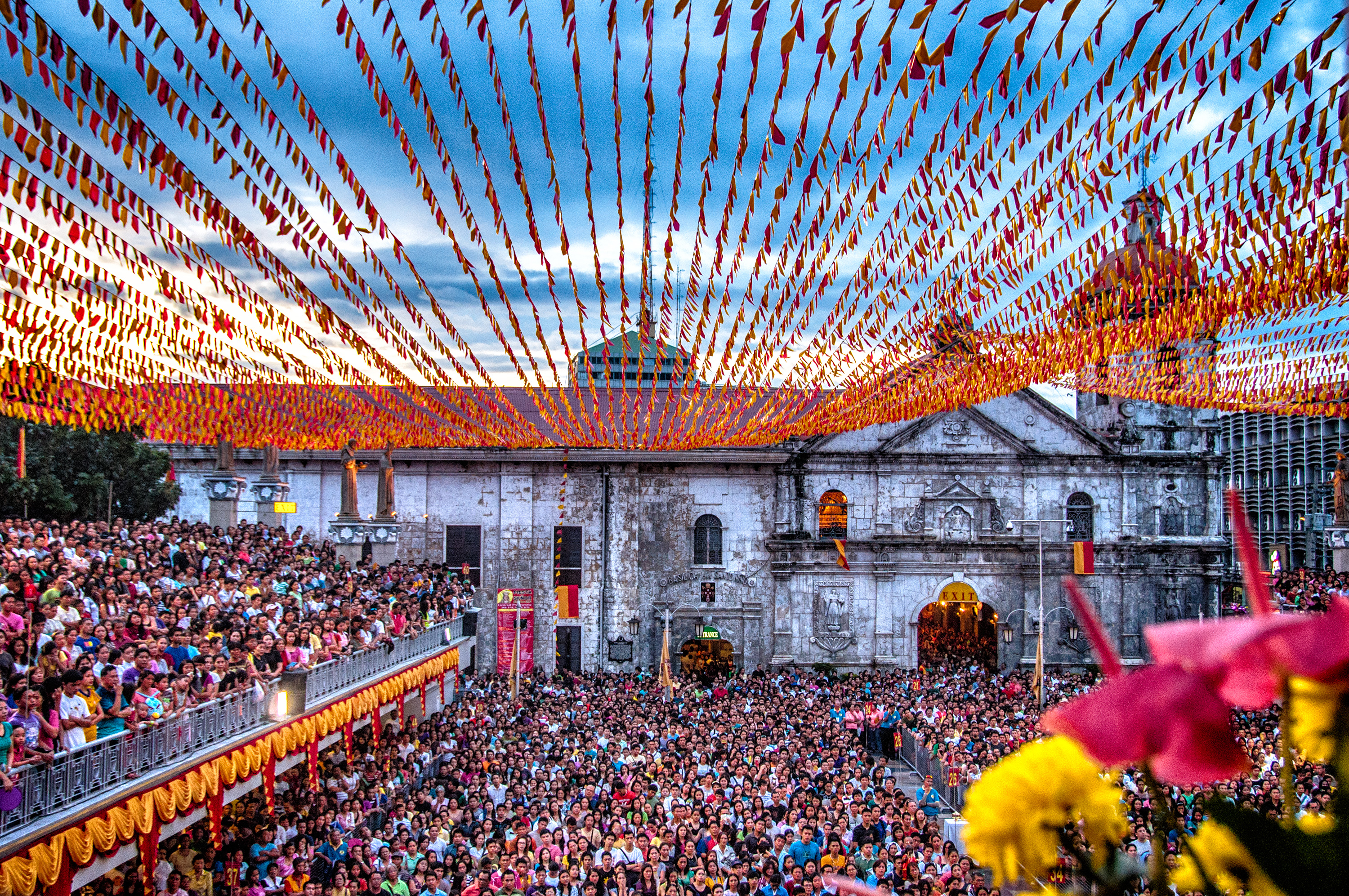
احتفالات كاثوليكية في سيبو
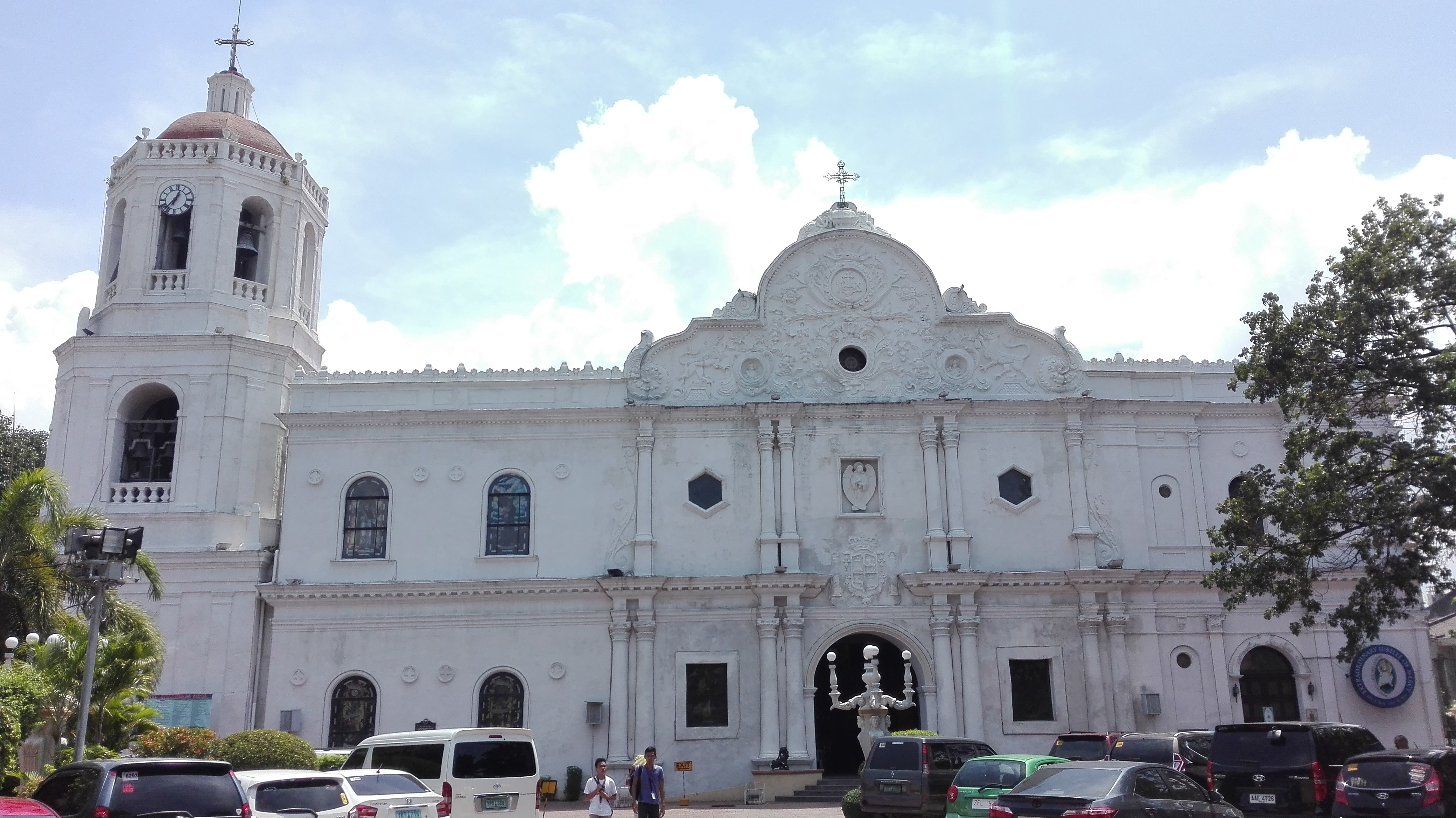
كاتدرائية سيبو
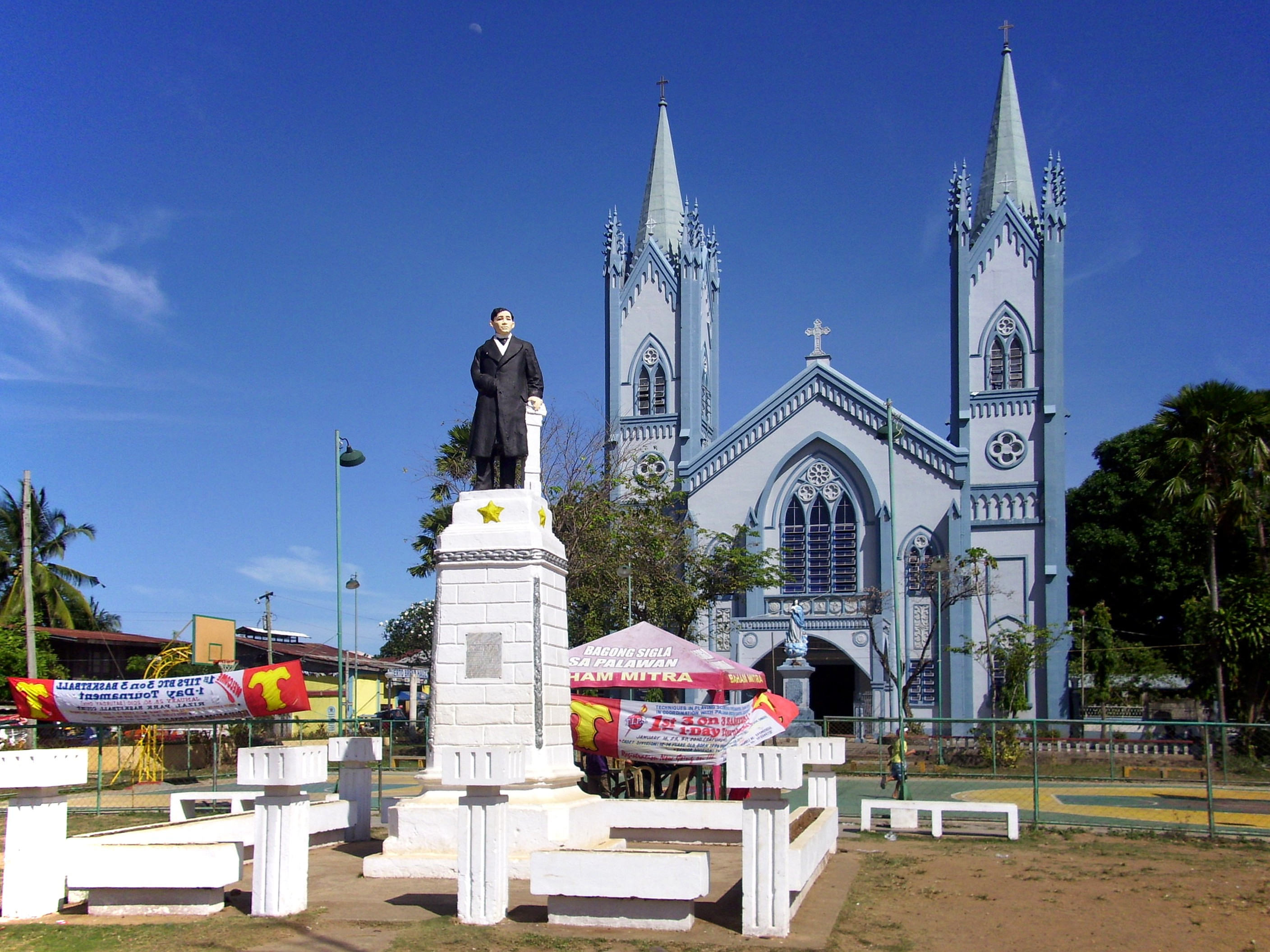
كاتدرائية بويرتو برنسيسا في بالاوان
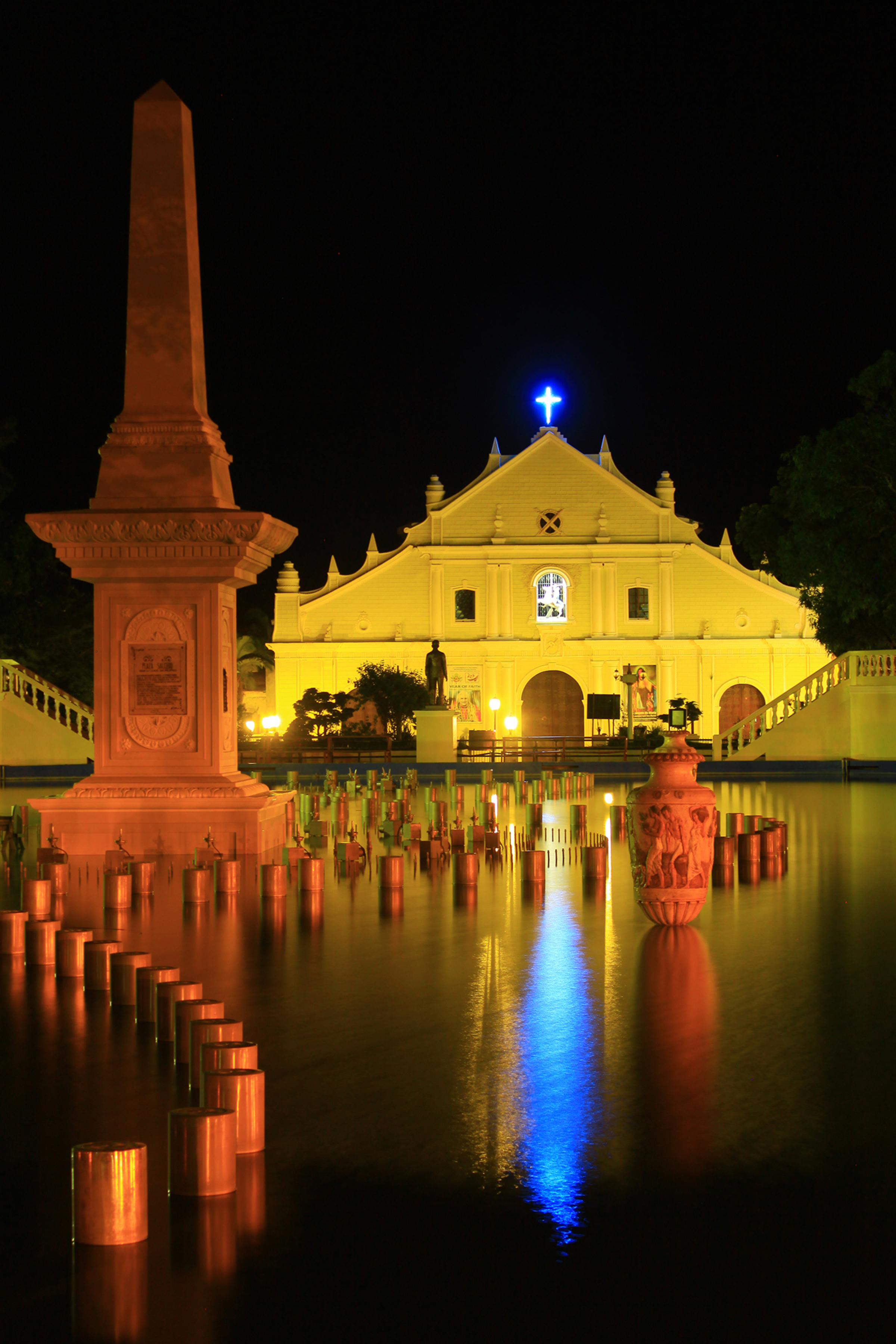
كاتدرائية فيغان
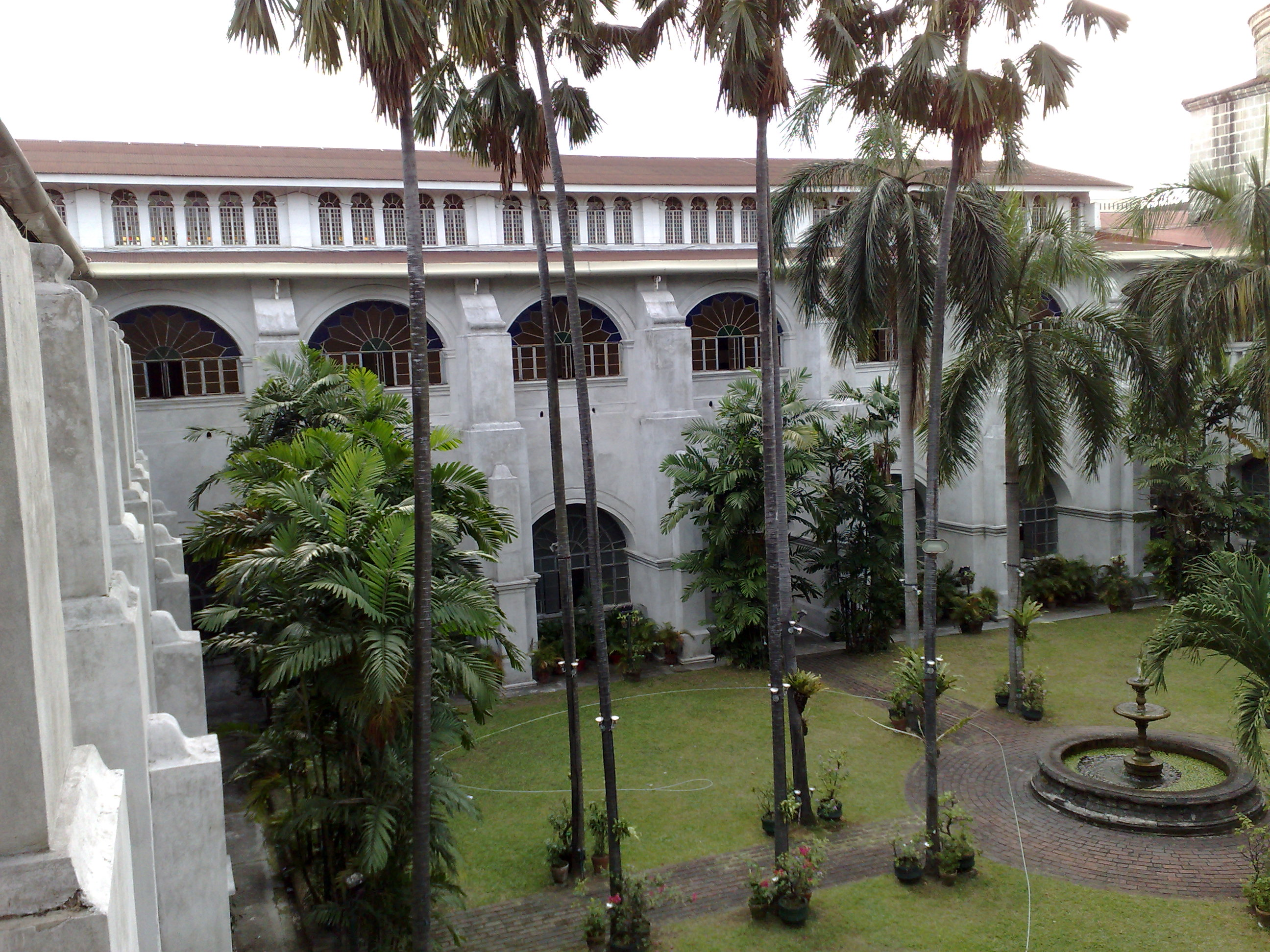
حدائق بازيليكا القديس أغسطين في مانيلا
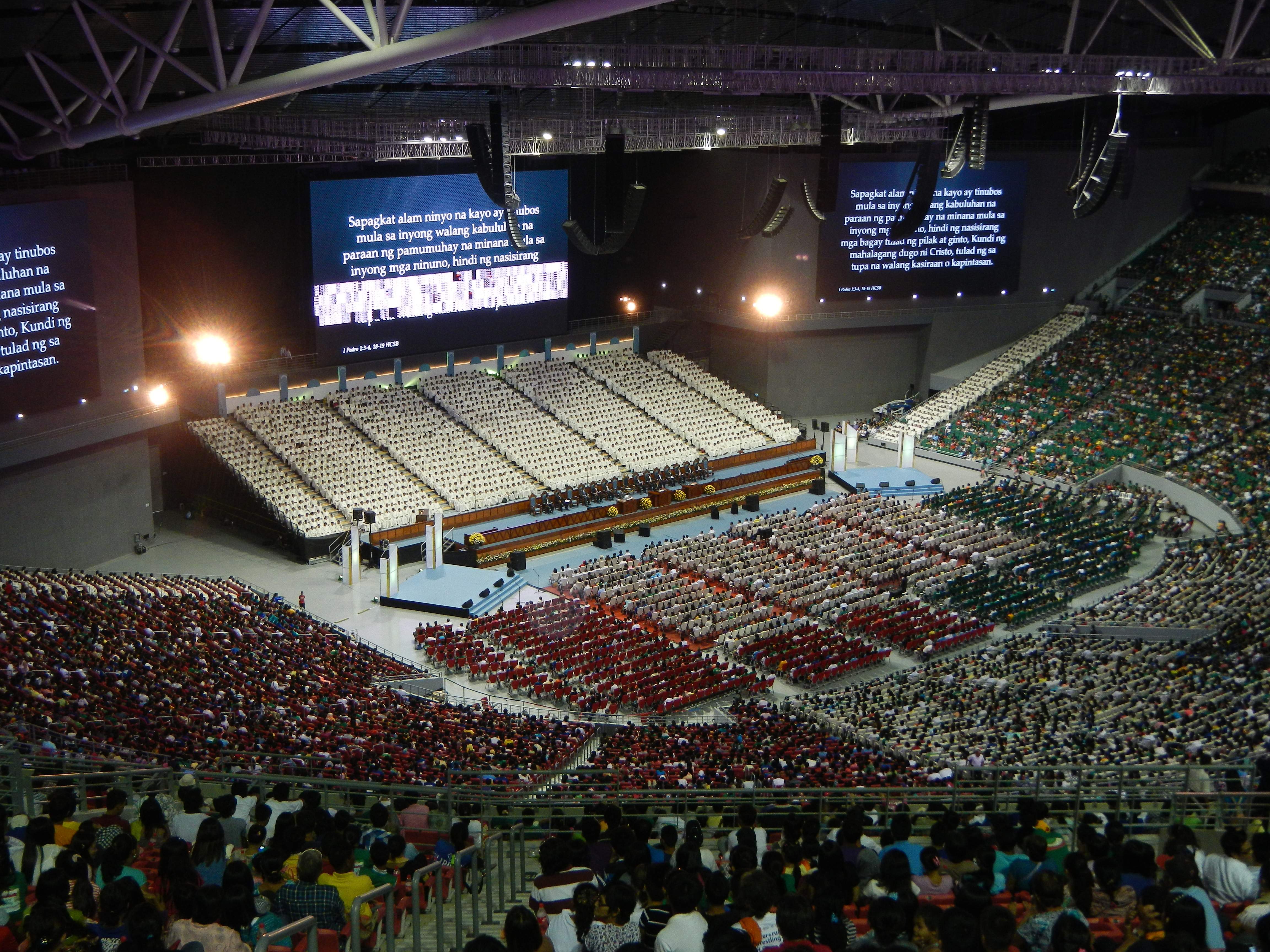
اجتماع ديني لأتباع إغليشا ني كريستو
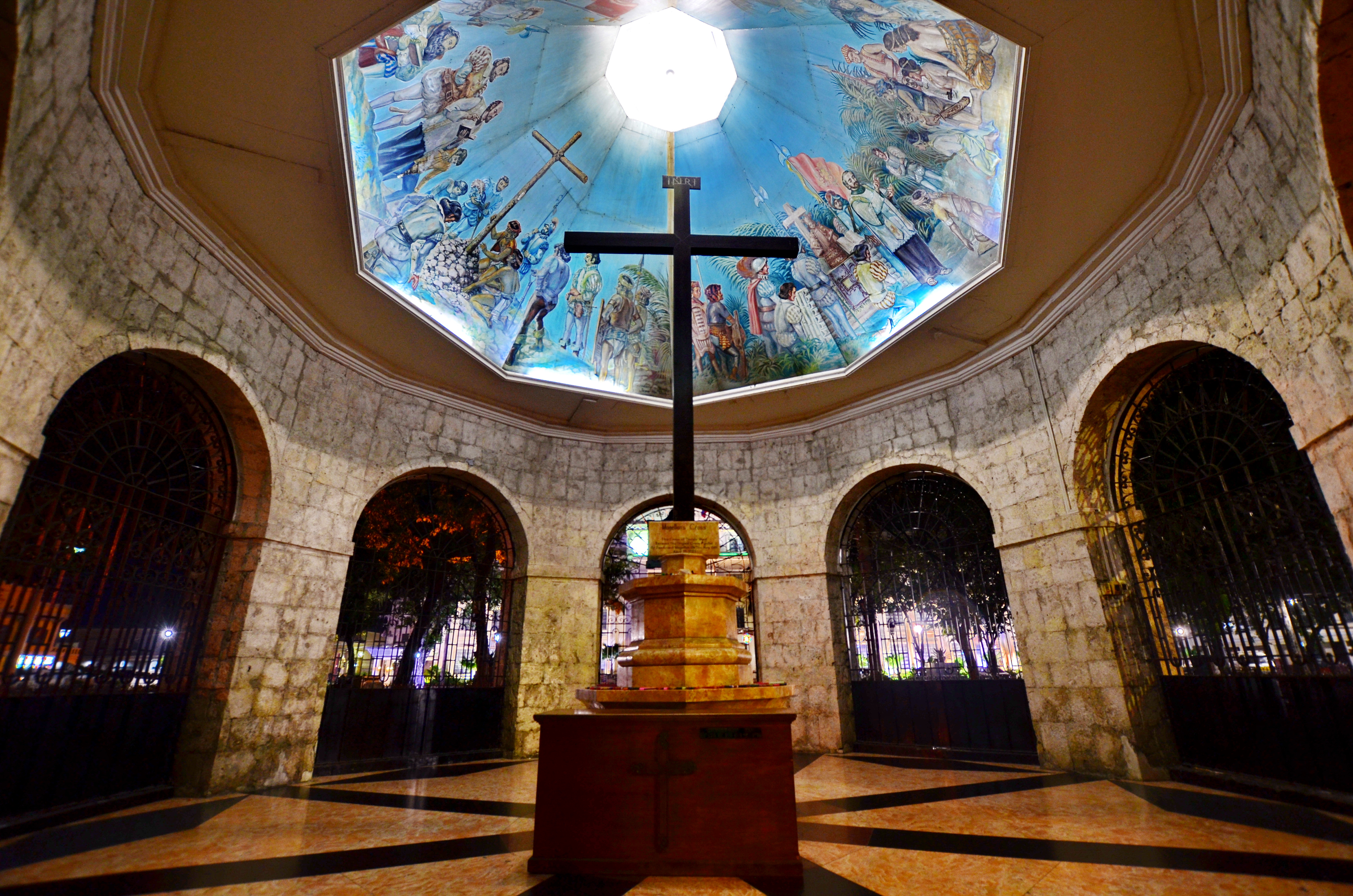
صليب ماجّلان في سيبو
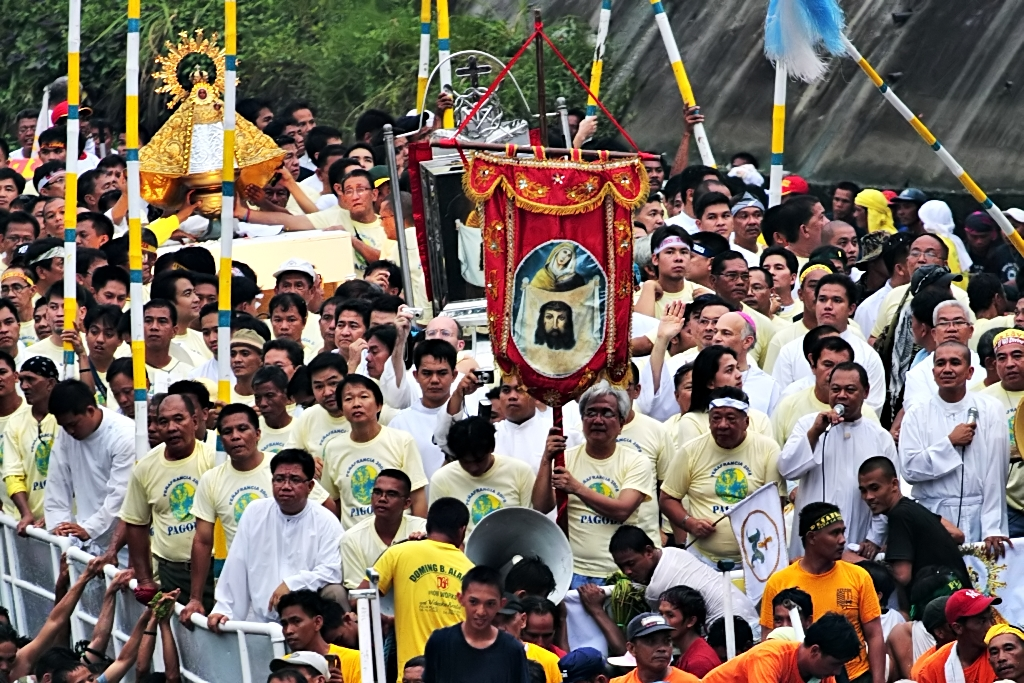
موكب سيدة بينافرانسيا في ناغا
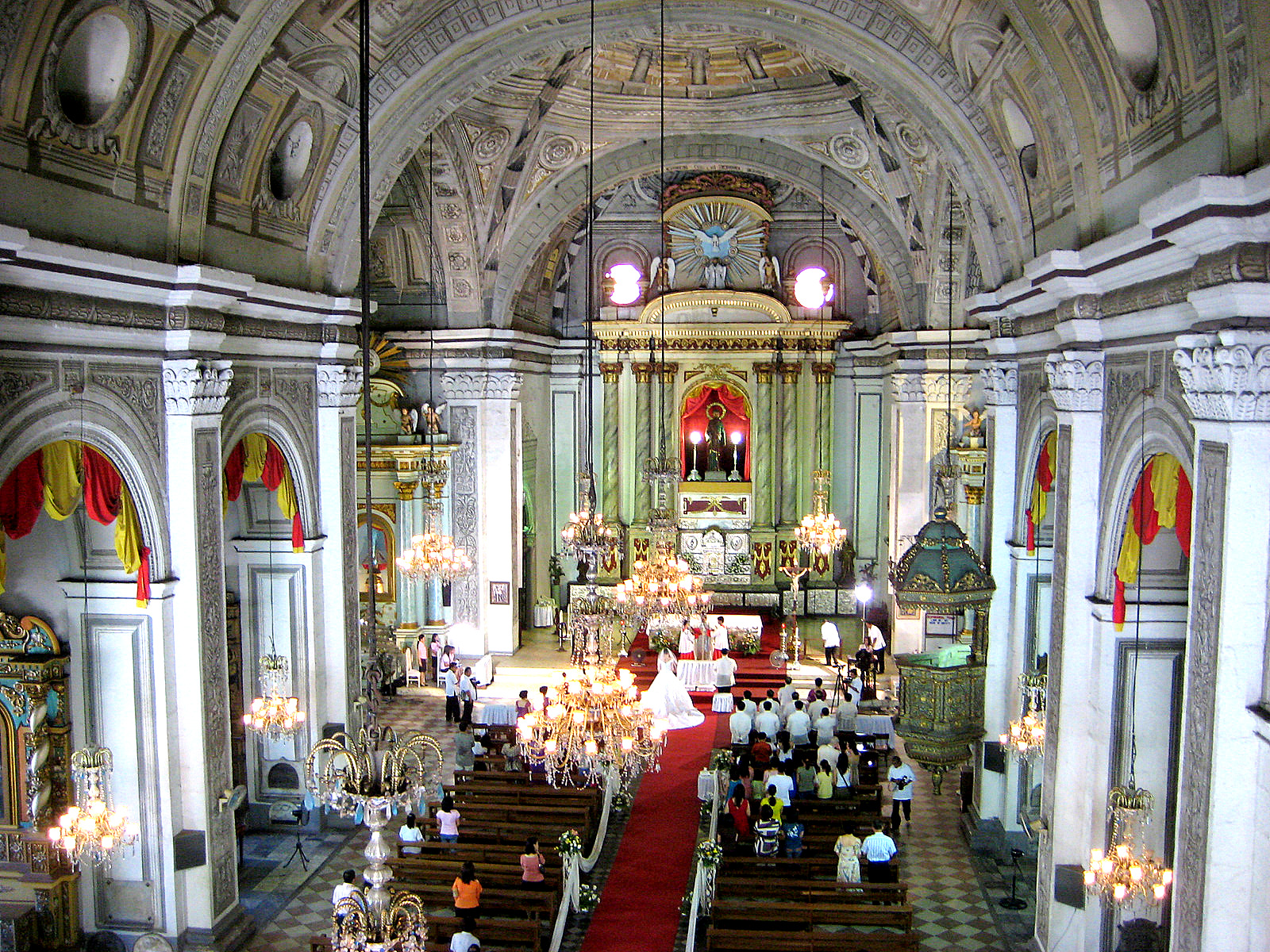
داخل بازيليكا القديس أغسطين في مانيلا